# Robert Oppenheimer
Julius Robert Oppenheimer (/ˈɒpənhaɪmər/; 22 tháng 4 năm 1904 – 18 tháng 2 năm 1967) là một nhà vật lý lý thuyết người Mỹ và là giám đốc phòng thí nghiệm Los Alamos của dự án Manhattan trong Thế chiến thứ hai. Ông thường được gọi là "cha đẻ của bom nguyên tử". 
Sinh ra tại Thành phố New York, Oppenheimer nhận bằng cử nhân nghệ thuật chuyên ngành hóa học từ Đại học Harvard vào năm 1925 và bằng tiến sĩ vật lý từ Đại học Göttingen ở Đức vào năm 1927, tại đây ông theo học Max Born. Sau khi tham gia nghiên cứu tại nhiều viện đại học khác nhau, ông gia nhập khoa vật lý tại Đại học California, Berkeley, nơi ông trở thành giáo sư chính thức vào năm 1936. Ông đã có những đóng góp đáng kể cho lĩnh vực vật lý lý thuyết, bao gồm các thành tựu trong cơ học lượng tử và vật lý hạt nhân như xấp xỉ Born–Oppenheimer cho các hàm sóng phân tử, nghiên cứu về lý thuyết của electron và positron, quá trình Oppenheimer–Phillips trong phản ứng tổng hợp hạt nhân và dự đoán đầu tiên về hiện tượng xuyên hầm lượng tử. Cùng với những học viên của mình, ông cũng có đóng góp cho lý thuyết về sao neutron và lỗ đen, lý thuyết trường lượng tử và tương tác của tia vũ trụ.
Năm 1942, Oppenheimer đã được chiêu mộ để làm việc trong Dự án Manhattan và vào năm 1943, ông được bổ nhiệm làm giám đốc Phòng thí nghiệm Los Alamos thuộc dự án này tại New Mexico, với nhiệm vụ phát triển vũ khí hạt nhân đầu tiên. Tài lãnh đạo và chuyên môn khoa học của ông đã đóng vai trò quan trọng trong thành công của dự án. Ngày 15 tháng 7 năm 1945, ông có mặt trong vụ thử nghiệm bom nguyên tử đầu tiên mang tên Trinity. Vào tháng 8 năm 1945, vũ khí này đã được sử dụng để chống lại Nhật Bản trong các vụ ném bom xuống Hiroshima và Nagasaki, đó là lần duy nhất cho đến nay mà vũ khí hạt nhân được sử dụng trong một cuộc xung đột vũ trang.
Năm 1947, Oppenheimer trở thành giám đốc Viện Nghiên cứu Cao cấp ở Princeton, New Jersey, và đồng thời cũng là chủ tịch Hội đồng Tư vấn chung có ảnh hưởng lớn trong Ủy ban Năng lượng nguyên tử Hoa Kỳ. Ông vận động hành lang để quốc tế kiểm soát năng lượng hạt nhân nhằm ngăn chặn phổ biến hạt nhân và cuộc chạy đua hạt nhân với Liên Xô. Ông phản đối việc phát triển bom khinh khí trong một cuộc tranh luận của chính phủ năm 1949–1950 và sau đó ông đã đưa ra các quan điểm về những vấn đề liên quan đến quốc phòng mà đã khiến một số phe phái trong chính phủ và quân đội Hoa Kỳ phẫn nộ. Trong thời kỳ Khiếp sợ Đỏ thứ hai, các quan điểm của Oppenheimer cùng với quan hệ trước đây của ông với Đảng Cộng sản Hoa Kỳ đã dẫn tới việc thu hồi giấy phép miễn trừ an ninh của ông sau một phiên điều trần an ninh vào năm 1954. Điều này thực sự đã kết thúc quyền truy cập của ông vào các bí mật hạt nhân từ chính phủ và do đó chấm dứt sự nghiệp của ông như là một nhà vật lý hạt nhân. Dù thực tế đã bị mất đi ảnh hưởng chính trị trực tiếp, Oppenheimer vẫn tiếp tục giảng dạy, viết sách và làm việc trong ngành vật lý. Năm 1963, ông được trao tặng giải Enrico Fermi như một dấu hiệu của sự phục hồi uy tín chính trị. Ông qua đời bốn năm sau đó vì bệnh ung thư vòm họng. Năm 2022, chính phủ liên bang đã hủy bỏ quyết định thu hồi giấy phép miễn trừ an ninh của Oppenheimer vào năm 1954.

## Những năm đầu đời

### Tuổi thơ và việc học tập
J. Robert Oppenheimer sinh ra tại thành phố New York vào ngày 22 tháng 4 năm 1904, trong một gia đình Do Thái, cha là Julius Oppenheimer, một nhà nhập khẩu hàng dệt may giàu có di cư từ Đức tới Hoa Kỳ năm 1888, mẹ là họa sĩ Ella Friedman. Julius sinh ra ở Hanau, khi đó là một phần của tỉnh Hesse-Nassau của Vương quốc Phổ, và đến Hoa Kỳ khi còn là một thiếu niên vào năm 1888 với bàn tay trắng, không có bằng cấp, không biết chút gì về tiếng Anh. Ông được một công ty dệt may thuê và trong vòng một thập kỷ là giám đốc điều hành ở đó, cuối cùng trở nên giàu có. Ella có gốc từ Baltimore. Năm 1912 gia đình chuyển về một căn hộ trên tầng 11 tòa nhà số 155 phố Riverside Drive, Manhattan, một khu vực nổi tiếng với những biệt thự xa hoa và những ngôi nhà hiện đại. Bộ sưu tập nghệ thuật của họ bao gồm các họa phẩm của Pablo Picasso và Édouard Vuillard, cùng ít nhất ba bản tranh gốc của Vincent van Gogh. Robert có một người em trai tên Frank, người về sau cũng trở thành nhà vật lý.
Oppenheimer đầu tiên đi học ở trường Alcuin, sau vào năm 1911 nhập học tại Trường Xã hội Văn hóa Đạo đức (nay là Trường Văn hóa Đạo đức Fieldston, một trường danh giá thuộc hệ thống Ivy League cho các trường dự bị). Trường được thành lập bởi nhà cải cách xã hội Felix Adler để khuyến khích lối đào tạo luân lý dựa trên phong trào Văn hóa Đạo đức, với khẩu hiệu "Deed before Creed" (tạm dịch: Thành tích đi trước Tín điều). Cha Oppenheimer là một thành viên lâu năm của Hội Văn hóa Đạo đức, và thành viên ban quản trị từ 1907 tới 1915. Oppenheimer là một cậu học trò đa tài, quan tâm tới văn học ngôn ngữ Anh và Pháp, và nhất là yêu thích khoáng vật học. Ông hoàn thành lớp 3 và lớp 4 trong vòng 1 năm, và nhảy cóc nửa năm lớp 8. Vào năm cuối trung học, ông bắt đầu quan tâm tới hóa học. Ông vào học trường Harvard ngành hóa muộn một năm, ở tuổi 18, bởi mắc chứng viêm loét đại tràng khi đang khảo sát khoáng vật trong chuyến đi nghỉ mùa hè của gia đình tại Jáchymov (Tiệp Khắc). Để ông sớm lành bệnh, cha ông thuê giáo viên tiếng Anh của ông, Herbert Smith, đưa ông tới New Mexico tĩnh dưỡng, nơi Oppenheimer trở nên yêu mến môn cưỡi ngựa và cuộc sống miền tây nam Hoa Kỳ.
Bên cạnh chuyên ngành hóa, quy định của Harvard cũng yêu cầu ông phải học lịch sử, văn học, và triết học hoặc toán học. Ông bù đắp cho việc nhập học muộn bằng cách học mỗi kỳ 6 khóa trình và được nhận vào hội danh dự Phi Beta Kappa. Ngay trong năm đầu ông đã được nhận dự thính sau đại học về vật lý dựa trên kết quả tự học, nghĩa là ông không phải qua các khóa cơ bản và có thể học luôn các khóa chuyên sâu. Một khóa về nhiệt động lực học do Percy Bridgman đứng lớp đã lôi cuốn ông đến với vật lý thực nghiệm. Ông tốt nghiệp loại ưu chỉ trong 3 năm.

### Nghiên cứu ở châu Âu

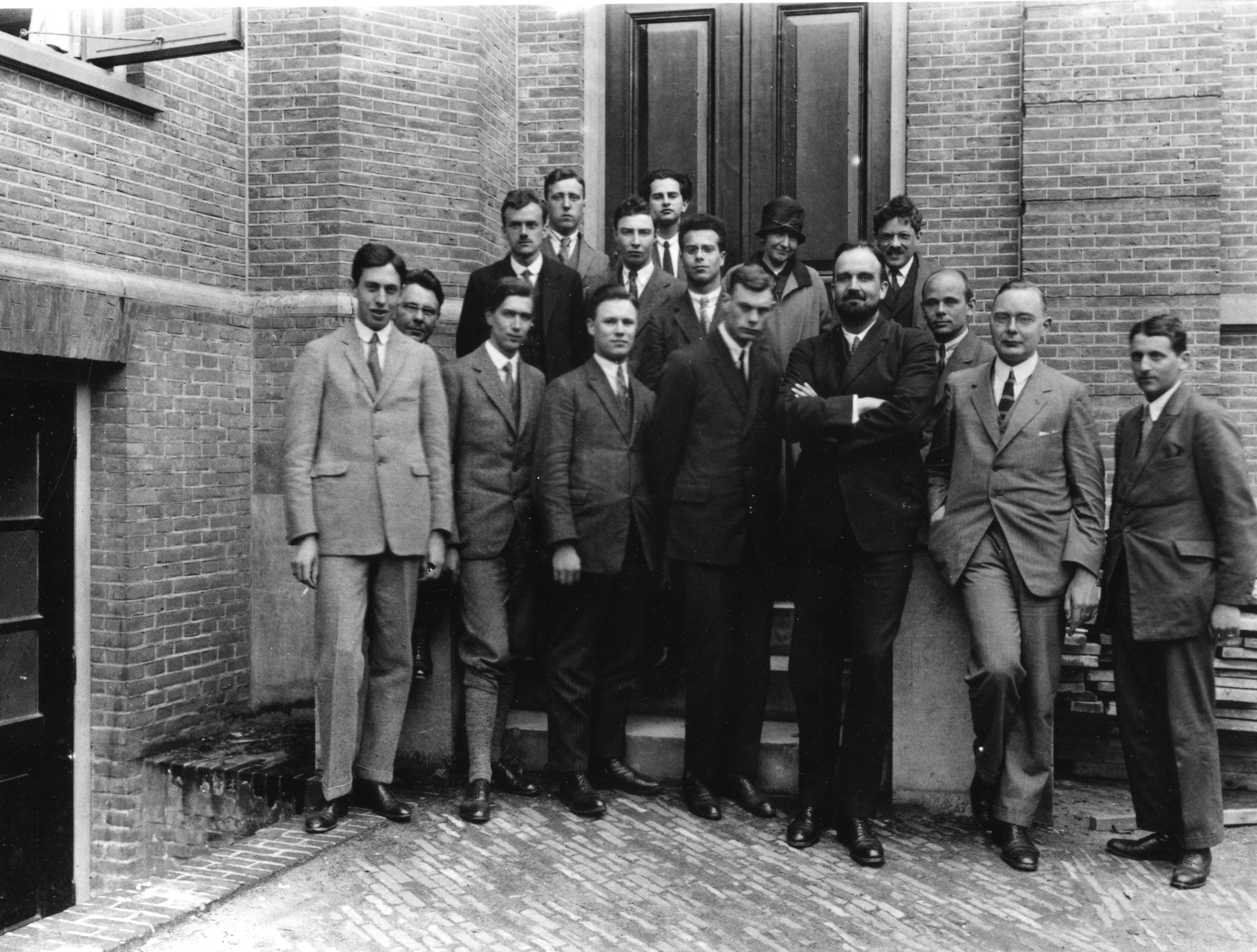
Phòng thí nghiệm của Heike Kamerlingh Onnes ở Leiden, Hà Lan, năm 1926. Oppenheimer ở hàng giữa, thứ ba từ trái sang.

Năm 1924 Oppenheimer nhận tin được nhận vào Christ's College thuộc Đại học Cambridge. Ông viết thư cho Ernest Rutherford xin phép được làm việc tại Phòng thí nghiệm Cavendish. Bridgman viết thư giới thiệu, trong đó nói rằng tính vụng về của Oppenheimer trong phòng thí nghiệm khiến cho mọi người thấy rằng thế mạnh của ông không phải thực nghiệm mà là vật lý lý thuyết. Rutherford không lấy làm ấn tượng lắm, nhưng Oppenheimer vẫn tới Cambridge, hy vọng rằng sẽ nhận được một vị trí khác. Cuối cùng J. J. Thomson nhận ông với điều kiện ông phải hoàn thành khóa đào tạo thực nghiệm cơ bản. Ông xung khắc với người đào tạo phụ trách ông, Patrick Blackett, người chỉ hơn ông vài tuổi. Khi trong kỳ nghỉ, như bạn ông Francis Fergusson có nhắc lại, Oppenheimer từng thú nhận rằng ông từng để một quả táo có tẩm hóa chất độc hại trên bàn Blackett. Trong khi tường thuật của Ferguson là phiên bản duy nhất chi tiết về sự kiện này, cha mẹ của Oppenheimer được giới chức trường đại học cảnh báo rằng họ đang đặt ông vào thời gian thử thách (chưa kỷ luật nhưng còn theo dõi), cha mẹ ông đã vận động thành công cho ông ở lại.
Là một người cao, gầy, nghiện thuốc lá nặng, thường bỏ ăn trong những thời kỳ tập trung suy nghĩ căng thẳng, Oppenheimer thường khiến bạn bè chú ý lo lắng vì khuynh hướng tự hủy hoại bản thân. Một sự kiện gây xáo động xảy ra khi ông có một kỳ nghỉ ở Paris để thăm bạn ông Francis Fergusson. Fergusson nhận thấy Oppenheimer không khỏe và để giúp ông vơi bớt ưu phiền bèn kể cho Oppenheimer rằng mình sắp kết hôn với bạn gái Frances Keeley. Oppenheimer không đón nhận tin đó một cách bình thường. Ông chồm lên Fergusson và định bóp cổ ông này. Mặc dù Fergusson dễ dàng đẩy người bạn ra, câu chuyện này khiến ông nghĩ rằng Oppenheimer thực sự có những vấn đề nghiêm trọng về tâm lý. Suốt cả đời liên tục gặp những đợt trầm uất, Oppenheimer từng nói với em mình, "Anh cần vật lý hơn bạn bè".
Năm 1926 ông rời Cambridge đến Đại học Göttingen ở Đức để nghiên cứu dưới sự dẫn dắt của Max Born. Göttingen là một trong những trung tâm hàng đầu về vật lý lý thuyết bấy giờ của thế giới. Oppenheimer kết bạn với những người thành công rực rỡ sau này, bao gồm Werner Heisenberg, Pascual Jordan, Wolfgang Pauli, Paul Dirac, Enrico Fermi và Edward Teller. Người ta còn nhắc lại rằng ông có vẻ quá hăng hái trong các buổi thảo luận, đôi khi đến độ chiếm luôn các buổi seminar. Điều này làm cho một số học trò khác của Born khó chịu đến nỗi Maria Goeppert đưa cho Born một thư thỉnh cầu có chữ ký của bà cùng những người khác đe dọa tẩy chay lớp học trừ khi ông làm Oppenheimer im tiếng. Born cố ý đặt lá thư trên bàn của mình để Oppenheimer có thể đọc được, và nó tỏ ra hiệu quả mà ông không cần nói một lời nào.
Oppenheimer nhận bằng tiến sĩ tháng 3 năm 1927 ở tuổi 23 dưới sự hướng dẫn của Born. Sau phần vấn đáp, James Franck, giáo sư chủ trì hội đồng bảo vệ, được cho là đã nói rằng, "Tôi lấy làm may là [buổi bảo vệ] đã xong rồi. Anh ta đang đặt lại câu hỏi với tôi". Oppenheimer công bố hơn một tá bài báo ở Göttingen, bao gồm nhiều cống hiến quan trọng cho lĩnh vực cơ học lượng tử đang hình thành. Ông và Max Born công bố bài báo nổi tiếng về xấp xỉ Born–Oppenheimer, tách chuyển động hạt nhân khỏi chuyển động electron khi xem xét phân tử bằng toán học, cho phép loại trừ chuyển động hạt nhân để giảm việc tính toán. Đó vẫn là công trình được trích dẫn nhiều nhất của ông.

## Khởi đầu sự nghiệp

### Giảng dạy

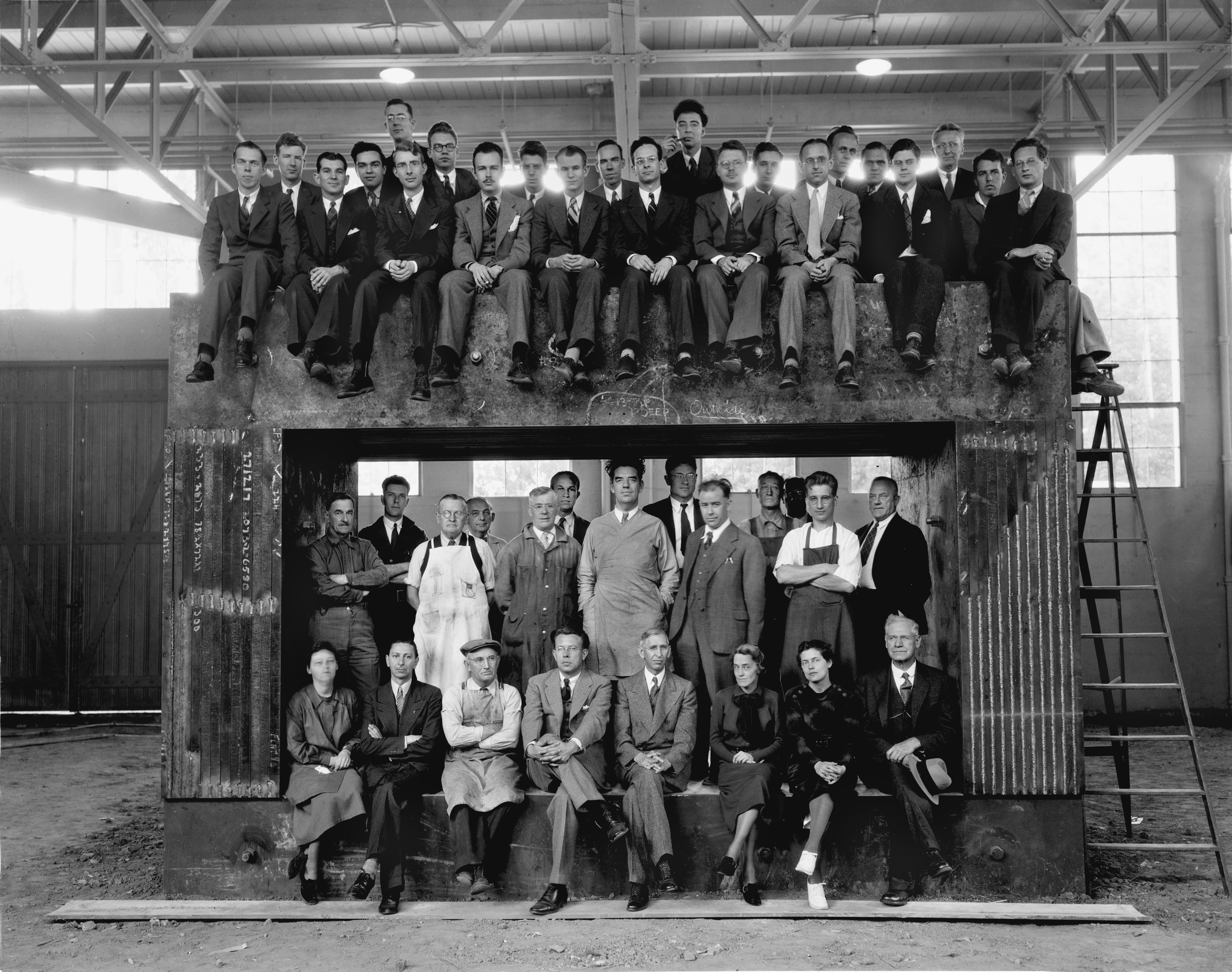
Cán bộ nhân viên của Viện Bức xạ Đại học California (bao gồm Robert R. Wilson và các chủ nhân giải Nobel Ernest Lawrence, Edwin McMillan và Luis Alvarez) trên khung nam châm cho vòng cyclotron 60 inch, 1938. Oppenheimer là người cao lớn và đang cầm một tẩu thuốc, đứng ở hàng trên cùng, gần trung tâm về phía bên phải.

Oppenheimer nhận được học bổng nghiên cứu của Hội đồng Nghiên cứu Quốc gia Hoa Kỳ tại Viện Công nghệ California (Caltech) tháng 9 năm 1927. Bridgman cũng muốn ông tới Harvard, nên cuối cùng các bên thỏa hiệp để ông chia niên khóa 1927-1928 làm đôi, năm 1927 ở Harvard và năm 1928 ở Caltech. Tại Caltech ông kết thân với Linus Pauling, và họ dự định tiến hành đột phá nghiên cứu về bản chất của liên kết hóa học, lĩnh vực mà bấy giờ Pauling đang tiên phong, với Oppenheimer cung cấp giải pháp toán học và Pauling diễn giải kết quả. Cả mối cộng tác lẫn tình bạn của họ tan vỡ ngay từ trứng nước khi Pauling bắt đầu nghi ngờ Oppenheimer trở nên quá gần gũi với vợ ông, Ava Helen Pauling. Một lần, khi Pauling đang ở chỗ làm, Oppenheimer đến nhà riêng của vợ chồng Pauling và mời Ava Helen hẹn hò ở Mexico. Mặc dù bà từ chối và kể lại chuyện cho chồng, thái độ dường như thờ ơ của bà về việc đó làm cho Pauling hết chịu nổi và chấm dứt quan hệ với Oppenheimer. Oppenheimer sau này có mời Pauling làm lãnh đạo Sư đoàn Hóa học của Dự án Manhattan, nhưng Pauling từ chối, nói rằng mình theo chủ nghĩa hòa bình.
Mùa thu năm 1928, Oppenheimer thăm viện nghiên cứu của Paul Ehrenfest ở Đại học Leiden, Hà Lan, nơi ông gây ấn tượng bằng việc giảng bài bằng tiếng Hà Lan, mặc dù ít sử dụng tiếng này trước đó. Chính tại đây ông bắt đầu có biệt hiệu Opje, về sau chuyển ngữ sang tiếng Anh thành "Oppie". Từ Leiden ông tiếp tục chuyển tới ETH ở Zurich để làm việc với Wolfgang Pauli về cơ học lượng tử và phổ liên tục. Oppenheimer rất kính trọng và quý mến Pauli và có lẽ đã bắt chước phong cách cá nhân cũng như cách tiếp cận có phê phán đối với các vấn đề của Pauli.
Trở lại Hoa Kỳ, Oppenheimer chấp nhận ghế phó giáo sư tại Đại học California tại Berkeley, nơi Raymond T. Birge mong mỏi ông tới đến nỗi sẵn sàng chịu chia sẻ ông với Caltech.
Trước khi trở thành giáo sư ở Berkeley, Oppenheimer bắt đầu nhiễm lao nhẹ, và quyết định sống vài tuần cùng em mình Frank tại một trại chăn nuôi ở New Mexico, nơi ông thuê và cuối cùng mua lại. Khi nghe tin rằng trang trại đó có thể thuê được, ông kêu lên, "Hot dog!", và sau này gọi nó bằng tên Perro Caliente, có nghĩa là "hot dog" trong tiếng Tây Ban Nha. Về sau ông thường nói rằng "vật lý và miền quê vắng vẻ" là "hai tình yêu lớn" của mình. Ông khỏi bệnh lao và trở lại Berkeley, nơi ông nổi danh như một người hướng dẫn và cộng tác với một thế hệ những nhà vật lý, những người ngưỡng mộ trí tuệ uyên bác và những quan tâm rộng rãi của ông. Nhiều sinh viên và đồng nghiệp thấy ở ông có gì mê hoặc: nồng nhiệt đến độ thôi miên trong đối thoại nơi riêng tư, nhưng thường tỏ ra lạnh băng ở những nơi đông người. Những người liên hệ với ông chia làm hai phái: một số thấy ông là một người khắc kỷ, một thiên tài lạnh lùng và ấn tượng, số còn lại thấy ông như một kẻ điệu bộ màu mè và bất an. Hầu hết các học trò của ông thuộc nhóm thứ nhất, thần tượng và tiếp thu luôn các cách đi đứng, nói năng và những điệu bộ khác, kể cả khuynh hướng đọc các tác phẩm lớn bằng ngôn ngữ gốc của ông. Hans Bethe nói về ông:
Có lẽ yếu tố quan trọng nhất ông mang tới việc giảng dạy là khiếu nhận biết tinh nhạy của ông. Ông luôn luôn biết nơi đâu là những vấn đề quan trọng, thể hiện trong lựa chọn chủ đề của ông. Ông luôn sống với những vấn đề đó, nỗ lực tìm ra lời giải, và ông trình bày mối quan tâm của mình với nhóm nghiên cứu. Vào thời đỉnh cao, có khoảng 8 tới 10 nghiên cứu sinh trong nhóm của ông, bên cạnh khoảng 6 nghiên cứu sinh hậu tiến sĩ. Ông gặp nhóm này mỗi lần một ngày ở văn phòng, và thảo luận với từng người và tình hình nghiên cứu của sinh viên đó. Ông quan tâm tới mọi thứ, và một buổi chiều họ có thể thảo luận điện động lực học lượng tử, tia vũ trụ, tạo cặp electron và vật lý hạt nhân.

Ông hợp tác chặt chẽ với Ernest Lawrence và những nhà tiên phong về cyclotron làm việc cho Lawrence, giúp đỡ họ diễn giải dữ liệu mà những thiết bị của họ tạo ra tại Phòng thí nghiệm Quốc gia Lawrence Berkeley. Năm 1936 ông được thăng chức lên học hàm giáo sư đầy đủ với mức lương hậu hĩnh 3300 đôla một năm. Đổi lại Berkeley yêu cầu ông chấm dứt dạy ở Caltech, nên cuối cùng một thỏa thuận đạt được theo đó trường cho ông 6 tuần mỗi năm ở Caltech, vừa đủ để dạy chương trình một học kỳ.

### Nghiên cứu
Oppenheimer thực hiện những khám phá quan trọng về thiên văn học lý thuyết (đặc biệt là về thuyết tương đối tổng quát và lý thuyết hạt nhân), vật lý hạt nhân, phổ học, và lý thuyết trường lượng tử, mở rộng lý thuyết này vào điện động lực học lượng tử. Hình thức luận toán học của cơ học lượng tử tương đối tính cũng thu hút sự quan tâm của ông, mặc dù ông nghi ngờ tính khả thi của nó. Công trình của ông tiên đoán nhiều phát hiện về sau, bao gồm neutron, meson và sao neutron.
Ban đầu, mối quan tâm chính của ông là về lý thuyết phổ liên tục và bài báo đầu tiên của ông (1926) liên quan tới lý thuyết lượng tử về phổ dải phân tử. Ông phát triển một phương pháp để thực hiện tính toán về xác suất chuyển vị. Ông tính toán hiệu ứng quang điện cho hydrogen và tia X, thu được hệ số hấp thụ tại bờ năng lượng mức K. Tính toán của ông phù hợp những quan sát về hấp thụ tia X ở Mặt Trời, nhưng không khớp cho trường hợp hydrogen. Nhiều năm về sau người ta nhận ra rằng Mặt Trời phân lớn cấu tạo từ hydrogen và hóa ra tính toán của ông thực sự đã chính xác.

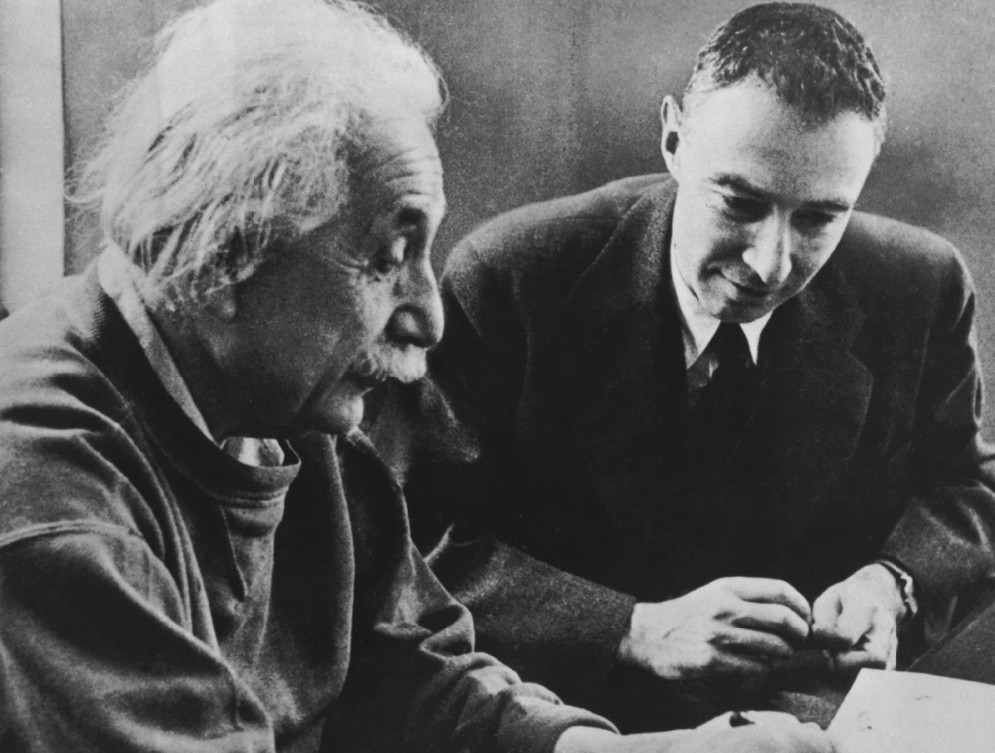
Albert Einstein và Oppenheimer

Oppenheimer cũng có những đóng góp quan trọng trong lĩnh vực lý thuyết về phơi chiếu tia vũ trụ và bắt đầu công trình mà về sau dẫn tới mô tả về xuyên hầm lượng tử. Năm 1931 ông đồng tác giả một bài báo về "Lý thuyết tương đối tính về Hiệu ứng quang điện" với học trò của mình Harvey Hall, trong đó, dựa trên bằng chứng thực nghiệm, ông đã bác bỏ chính xác khẳng định của Dirac rằng hai mức năng lượng của nguyên tử hydrogen có cùng năng lượng. Theo sau đó, một nghiên cứu sinh của ông, Willis Lamb, xác định rằng đây là hệ quả của thứ về sau biết tới dưới tên Dịch chuyển Lamb, nhờ đó Lamb giành giải Nobel Vật lý năm 1955.
Oppenheimer cùng với nghiên cứu sinh tiến sĩ đầu tiên của ông, Melba Phillips, nghiên cứu về tính toán độ phóng xạ nhân tạo dưới bắn phá deuteron. Khi Ernest Lawrence và Edwin McMillan bắn phá hạt nhân với deuteron họ tìm thấy kết quả gần phù hợp với tiên đoán của George Gamow, nhưng khi thử với năng lượng cao hơn và các hạt nhân nặng hơn, kết quả không còn tương thích. Năm 1935 Oppenheimer và Phillips hoàn thành một lý thuyết mà ngày nay được gọi là quá trình Oppenheimer-Phillips để giải thích các kết quả, một lý thuyết còn được sử dụng tới ngày nay.
Ngay từ 1930, Oppenheimer đã viết một bài báo về cơ bản tiên đoán được sự tồn tại của positron, sau khi Paul Dirac đề xuất rằng electron có thể có điện tích dương và năng lượng âm. Bài báo của Dirac đưa ra phương trình Dirac, thống nhất cơ học lượng tử, thuyết tương đối hẹp và khái niệm spin còn mới mẻ bấy giờ để giải thích Hiệu ứng Zeeman. Oppenheimer, dựa trên bằng chứng thực nghiệm, đã bác bỏ ý kiến cho rằng các electron được tiên đoán có điện tích dương là proton. Ông lập luận rằng chúng phải có cùng khối lượng như electron, trong khi thí nghiệm cho thấy proton nặng hơn nhiều. Hai năm sau, Carl David Anderson phát hiện ra positron và nhận giải Nobel Vật lý năm 1936.
Vào cuối những năm 1930 Oppenheimer bắt đầu quan tâm tới thiên văn vật lý, có thể nhờ qua tình bạn với Richard Tolman, dẫn tới một loạt các bài báo. Bài đầu tiên trong số đó, cùng viết với Robert Serber mang tựa đề "Về tính ổn định của các nhân sao Neutron", Oppenheimer khám phá các đặc tính của sao lùn trắng. Sau đó ông viết một bài khác với một trong các sinh viên của mình, George Volkoff, "Về các nhân Neutron khối lượng lớn", trong đó họ chứng minh rằng có một giới hạn, gọi là Giới hạn Tolman-Oppenheimer-Volkoff, đối với khối lượng của các sao mà vượt quá đó chúng sẽ không tồn tại ổn định như những sao neutron nữa mà sẽ trải qua sự sụp đổ hấp dẫn. Cuối cùng, năm 1939, Oppenheimer và một sinh viên khác của ông, Hartland Snyder, viết bài báo "Về sự co hấp dẫn liên tục", tiên đoán sự tồn tại của thứ mà ngày nay được gọi là hố đen. Đây là bài báo được trích dẫn nhiều thứ hai của ông sau bài về xấp xỉ Born–Oppenheimer, và những bài báo này là yếu tố quan trọng trong việc làm mới lại ngành nghiên cứu vật lý thiên văn ở Hoa Kỳ những năm 1950, chủ yếu bởi John A. Wheeler.
Các bài báo của Oppenheimer bị cho là khó hiểu ngay cả so với tiêu chuẩn của các chủ đề trừu tượng mà ông là chuyên gia. Ông yêu thích sử dụng những kỹ thuật toán học tao nhã, nhưng hết sức phức tạp, để chứng minh các nguyên tắc vật lý, mặc dù ông thường bị chỉ trích là có những lỗi về toán, thường là do vội vàng. Snyder nói, "vật lý thì ông ấy tuyệt, nhưng số học thì tồi tệ".

Oppenheimer chỉ công bố có 5 bài báo khoa học, một trong số đó về lý sinh học, sau Chiến tranh thế giới thứ hai, và không bài nào sau năm 1950. Murray Gell-Mann là nhà khoa học khách mời tại Viện Nghiên cứu Cao cấp Princeton năm 1951 từng làm việc với ông, nhận xét rằng: 
Ông ấy không có Sitzfleisch, hay 'khúc thịt ngồi,' như khi bạn ngồi trên ghế. Theo như tôi biết, ông ấy không bao giờ viết một bài báo dài hay làm một tính toán dài, không bất cứ thứ gì kiểu đó. Ông không có kiên nhẫn cho chúng; công trình của riêng ông chỉ bao gồm những aperçus-bài tổng quan ngắn, nhưng là những bài khá xuất chúng. Nhưng ông gây cảm hứng cho người khác làm việc, và ảnh hưởng của ông thật siêu phàm.

Những mối quan tâm trải khắp của Oppenheimer đôi khi cản trở sự tập trung của ông vào những dự án cụ thể. Chẳng hạn năm 1933 ông học tiếng Phạn và gặp nhà Ấn Độ học Arthur W. Ryder ở Berkeley. Ông đọc Bhagavad Gita trong tiếng Phạn gốc và sau đó coi đó là một trong những cuốn sách hình thành nên triết học nhân sinh của mình. Một người bạn và đồng nghiệp thân thiết của ông, Isidor Rabi, đưa ra cách lý giải của riêng mình:
Oppenheimer quá mức am hiểu những lĩnh vực này, vốn nằm ngoài truyền thống khoa học, ví dụ như mối quan tâm của ông tới tôn giáo, nhất là tôn giáo Hindu, dẫn tới một cảm giác về sự thần bí của vũ trụ bao quanh ông như một đám sương mù. Ông nhìn vào vật lý sáng rõ, hướng về thứ đã được thực hiện, nhưng ở biên cương của nó ông có khuynh hướng thấy có nhiều hơn những thứ huyền bí và mới mẻ hơn là thực sự có ... [Ông quay lưng] khỏi những phương pháp cứng nhắc, thô thiển của vật lý lý thuyết để đi vào lĩnh vực thần bí của trực giác rộng mở.

Bất chấp điều đó, nhiều nhà quan sát chẳng hạn như Luis Alvarez nhận xét rằng giá như ông sống đủ lâu để chứng kiến những tiên đoán của mình được thực nghiệm chứng minh, Oppenheimer hẳn phải giành một giải Nobel với công trình về sụp đổ hấp dẫn, liên quan tới sao neutron và hố đen. Ngày nay nhìn lại, một số nhà vật lý và sử gia xem đây là cống hiến quan trọng nhất của ông, nhưng những nhà khoa học cùng thời với ông không đánh giá như vậy. Nhà vật lý đồng thời là sử gia khoa học Abraham Pais từng hỏi Oppenheimer rằng ông tự xem điều gì là cống hiến khoa học đáng kể nhất của mình; chính Oppenheimer đã nêu công trình về electron và positron chứ không phải sụp đổ hấp dẫn. Oppenheimer được đề cử giải Nobel Vật lý 3 lần, vào các năm 1945, 1951 và 1967, nhưng không đoạt giải.

## Đời sống cá nhân và hoạt động chính trị

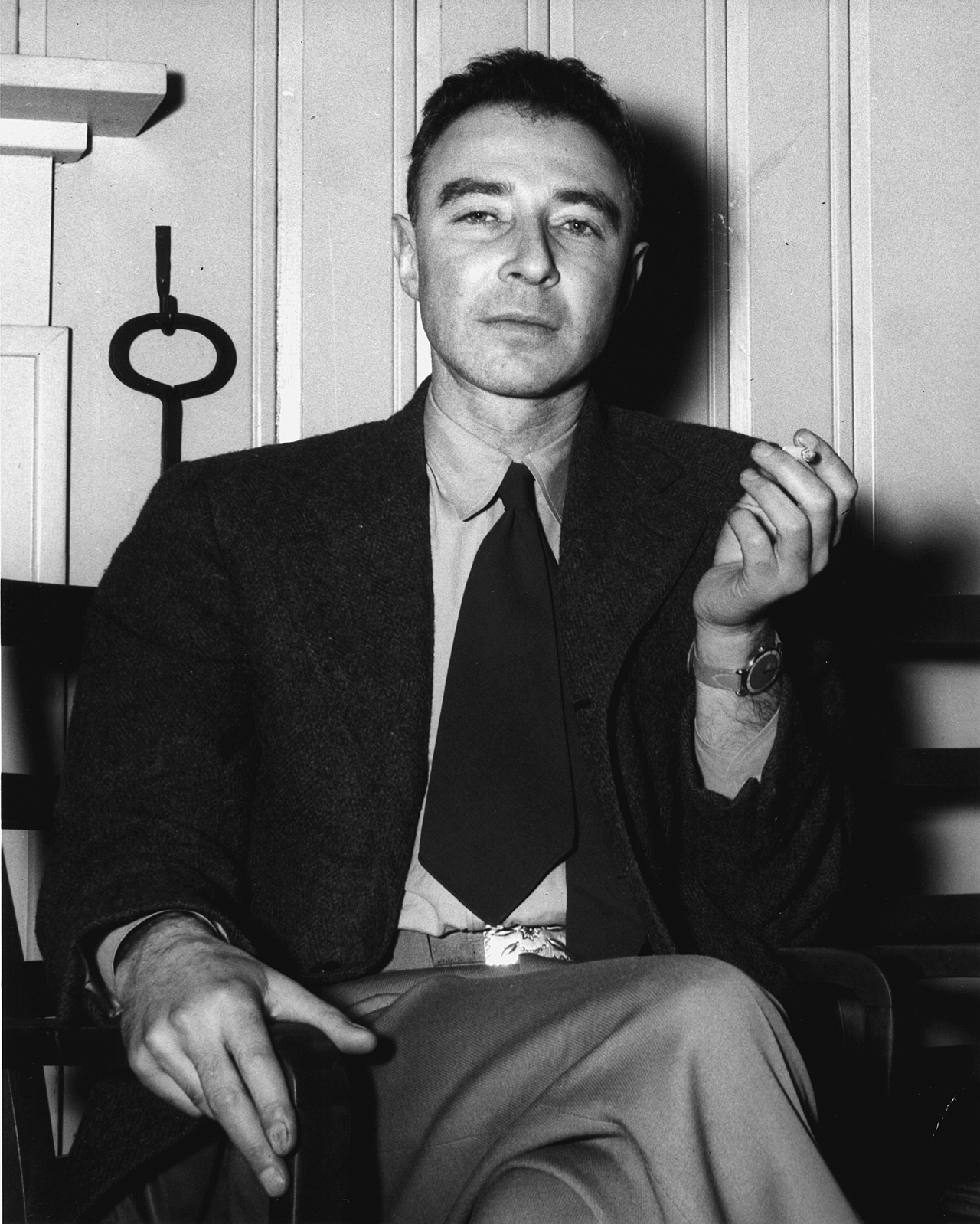
Oppenheimer vào năm 1946 với điếu thuốc lá đặc trưng của mình

Trong những năm 1920, Oppenheimer tỏ ra thờ ơ với những vấn đề trần thế. Ông nói rằng ông không đọc báo hay nghe radio, và chỉ tình cờ biết về sự sụp đổ Phố Wall (1929) 6 tháng sau khi nó xảy ra nhờ trò chuyện với Ernest Lawrence trong một chuyến đi dạo. Ông từng nhận xét rằng ông chưa từng bỏ một lá phiếu nào cho tới trước cuộc bầu cử năm 1936. Tuy nhiên, từ 1934 trở đi, ông ngày càng trở nên quan tâm tới chính trị và sự vụ quốc tế. Năm 1934-1935, ông để dành 3% số lương của mình-tính ra 100 đô la mỗi năm—để ủng hộ những nhà vật lý trốn chạy khỏi Đức Quốc xã. Trong cuộc tổng bãi công của thủy thủ San Francisco năm 1934, ông và một số học trò, trong đó có Melba Phillips và Bob Serber, tham dự một buổi tuần hành của những người thủy thủ. Ông thường xuyên muốn giúp Serber có một vị trí ở Berkeley nhưng bị Birge ngăn chặn, ông này cảm thấy "một tay Do Thái trong khoa là đủ lắm rồi".
Mẹ Oppenheimer mất năm 1931, và ông trở nên thân thiết với cha mình, người tuy vẫn sống ở New York nhưng thường xuyên tới thăm California. Khi cha ông mất năm 1937, gia tài để lại 392602 đô la (tức khoảng 6,5 triệu đô la theo giá trị 2015) chia giữa Oppenheimer và em trai Frank, Oppenheimer ngay lập tức viết một chúc thư để lại gia sản của ông cho Đại học California làm học bổng cho nghiên cứu sinh. Như nhiều trí thức trẻ những năm 1930, ông ủng hộ những cải cách xã hội mà về sau bị quy mang hơi hướng cộng sản. Ông hiến tặng tiền cho các nỗ lực cải cách mà về sau bị coi là cánh tả dưới thời McCarthy. Đa số trong những việc làm được cho là cấp tiến của ông bao gồm việc tổ chức quyên tiền cho phái Cộng hòa trong Nội chiến Tây Ban Nha và các hoạt động chống phát xít khác. Ông chưa bao giờ công khai gia nhập Đảng Cộng sản Mỹ, dù ông có chuyển tiền cho những thành viên phái tự do qua những người quen bị cho là đảng viên cộng sản.
Năm 1936, Oppenheimer quen biết Jean Tatlock, con gái của một giáo sư văn học ở Berkeley và là sinh viên trường Y Đại học Stanford. Hai người có quan điểm chính trị tương đồng; Tatlock viết cho Western Worker, một tờ báo của Đảng Cộng sản Mỹ.
Tatlock chia tay với Oppenheimer năm 1939, sau một mối quan hệ đầy sóng gió. Tháng 8 năm đó ông gặp Katherine ("Kitty") Puening Harrison, một sinh viên cấp tiến, cựu đảng viên cộng sản. Harrison đã kết hôn 3 lần trước đó. Đám cưới đầu tiên kéo dài chỉ vài tháng. Người chồng thứ hai của cô là một đảng viên cộng sản tích cực tham gia và bị giết trong Nội chiến Tây Ban Nha. Cô cưới một bác sĩ và chuyển đến California năm 1939, đăng ký vào học thạc sĩ ở UCLA. Oppenheimer tạo ra một vụ lùm xùm nhỏ khi ngủ với cô ngay sau một bữa tiệc ở nhà người bạn Tolman. Mùa hè năm 1940 Kitty tới ở với Oppenheimer tại trang trại ở New Mexico và chỉ ly hôn với người chồng bác sĩ khi nhận ra mình có thai. Oppenheimer và Kitty kết hôn ngày 1 tháng 11 năm 1940.
Đứa con đầu tiên hai người có là Peter sinh vào tháng 5 năm 1941, tiếp đó là Katherine ("Toni"), sinh tại Los Alamos, New Mexico, ngày 7 tháng 12 năm 1944. Trong thời gian này, Oppenheimer lại tiếp tục đi lại với Jean Tatlock. Về sau mối quan hệ liên tục này trở thành vấn đề trong những buổi điều trần về ông vì những mối quan hệ trong Đảng Cộng sản của Tatlock. Nhiều người thân thiết với Oppenheimer hoạt động tích cực trong Đảng Cộng sản những năm 1930 và 1940, bao gồm cả em trai ông, vợ Frank Jackie, Kitty, Jean Tatlock, chủ đất của ông Mary Ellen Washburn, và một số nghiên cứu sinh của ông ở Berkeley.
Khi ông tham gia Dự án Manhattan năm 1942, Oppenheimer viết trong bảng điều tra an ninh cá nhân của mình rằng ông là "thành viên của hầu như mọi tổ chức thuộc Mặt trận Cộng sản ở miền West Coast". Nhiều năm sau ông nói rằng ông không hề nhớ mình có nói điều đó, và rằng nó không đúng, và nếu thực ông có nói gì kiểu như vậy, nó phải là một "sự khuếch đại nửa đùa cợt". Ông có đăng ký nhận báo của tờ People's World, một cơ quan của Đảng Cộng sản, và ông có xác nhận năm 1954, "Tôi có liên hệ với phong trào Cộng sản". Từ 1937 tới 1942, Oppenheimer là thành viên của một "nhóm thảo luận" (theo lời của ông) ở Berkeley mà sau đó những thành viên khác, Haakon Chevalier và Gordon Griffiths, gọi là một đơn vị bí mật của Đảng Cộng sản trong giới giáo sư ở Berkeley.
Cục Điều tra Liên bang (FBI) đã ghi chép về một buổi họp tại nhà của đảng viên tự nhận Haakon Chevalier có Oppenheimer tham gia, có xuất hiện lãnh tụ Cộng sản ở California William Schneiderman, và Isaac Folkoff, người liên lạc ở miền West Coast giữa Đảng Cộng sản Mỹ và NKVD (mật vụ Liên Xô), vào khoảng mùa thu năm 1940, trong thời kỳ Hiệp ước Xô-Đức. Ít lâu sau đó, FBI thêm tên Oppenheimer vào danh sách Chỉ mục Bắt giam, tức cần bắt giữ trong trường hợp khẩn cấp toàn quốc, và liệt kê ông vào hạng "Khuynh hướng Dân tộc chủ nghĩa: Cộng sản". Tranh luận về việc Oppenheimer có phải là đảng viên cộng sản bấy lâu đã rẽ sang những vấn đề tỉ mỉ; nhìn chung hầu hết mọi sử gia tin rằng ông có sự cảm thông mạnh mẽ với cánh tả trong thời kỳ này và liên hệ với nhiều đảng viên cộng sản, mặc dù vẫn có tranh cãi liệu ông đã chính thức nhận thẻ đảng chưa. Năm 1954 ông phủ nhận mình là một đảng viên, nhưng tự xem mình là một người đồng hành (tiếng Anh: "fellow traveler") mà ông định nghĩa là người đồng ý với phần lớn mục đích của chủ nghĩa cộng sản, nhưng không bằng lòng tuân thủ mù quáng những mệnh lệnh từ bất cứ cơ quan cộng sản nào.
Trong suốt thời kỳ phát triển bom nguyên tử, Oppenheimer nằm dưới sự điều tra bởi cả FBI lẫn đơn vị an ninh nội bộ của Dự án Manhattan vì những liên hệ với cánh tả trong quá khứ của ông. Ông bị đặc vụ thuộc quân đội bám đuôi trong một chuyến đi tới California vào tháng 6 năm 1943 để thăm người bạn gái cũ của mình, Jean Tatlock, đang bị trầm uất nghiêm trọng. Ông ở lại căn hộ của bà qua đêm. Tin Tatlock tự tử vào ngày 4 tháng 1 năm 1944 khiến cho Oppenheimer hết sức sầu muộn. Vào tháng 8 năm 1943, ông tự khai báo cho đặc vụ của Dự án Manhattan biết rằng George Eltenton, người ông không quen biết, đã gạ gẫm lấy bí mật hạt nhân ở ba người dưới quyền ông ở Los Alamos nhân danh Liên Xô. Khi bị truy vấn về vấn đề này về sau, Oppenheimer thú nhận rằng người duy nhất tiếp cận ông về chuyện này là bạn ông Haakon Chevalier, một giáo sư văn học tiếng Pháp ở Berkeley, người đã đề cập vấn đề một cách riêng tư tại một bữa tối ở nhà Oppenheimer. Chuẩn tướng Leslie Groves, người phụ trách Dự án Manhattan, cho rằng Oppenheimer quá quan trọng đối với dự án để có thể loại bỏ dựa trên hành vi đáng ngờ của ông. Ngày 20 tháng 7 năm 1943, ông viết cho Khu vực Công trình Manhattan:
Tương ứng với mệnh lệnh miệng của tôi ngày 15 tháng 7, quyền miễn trừ an ninh phải được cấp cho Julius Robert Oppenheimer không được chậm trễ bất kể những thông tin mà các anh quan ngại về ông Oppenheimer. Ông ta đặc biệt cần thiết cho dự án.

## Dự án Manhattan

### Los Alamos
Ngày 9 tháng 10 năm 1941, ít lâu trước khi Hoa Kỳ chính thức tham chiến vào Chiến tranh thế giới thứ hai, Tổng thống Franklin Roosevelt phê chuẩn một chương trình khẩn cấp phát triển bom nguyên tử. Tháng 5 năm 1942, Chủ tịch Ủy ban Nghiên cứu Quốc phòng James Bryant Conant, người khi còn là giảng viên ở Harvard có dạy Oppenheimer, mời ông tới đảm nhận công việc tính toán neutron nhanh, một nhiệm vụ mà Oppenheimer nỗ lực hết sức làm. Ông nhận được biệt danh "Người điều phối Đứt gãy Nhanh", ám chỉ tới sự lan truyền của một phản ứng dây chuyền neutron nhanh trong một quả bom nguyên tử. Một trong số những hành động đầu tiên của ông là tổ chức một khóa giảng mùa hè về lý thuyết bom ở tòa nhà ông làm việc ở Berkeley. Một nhóm những nhà vật lý châu Âu cùng với sinh viên theo học ông—bao gồm trong số đó là Robert Serber, Emil Konopinski, Felix Bloch, Hans Bethe và Edward Teller—những người bận bịu tính toán những thứ cần thiết phải thực hiện, và thực hiện theo trình tự nào, để chế tạo quả bom.

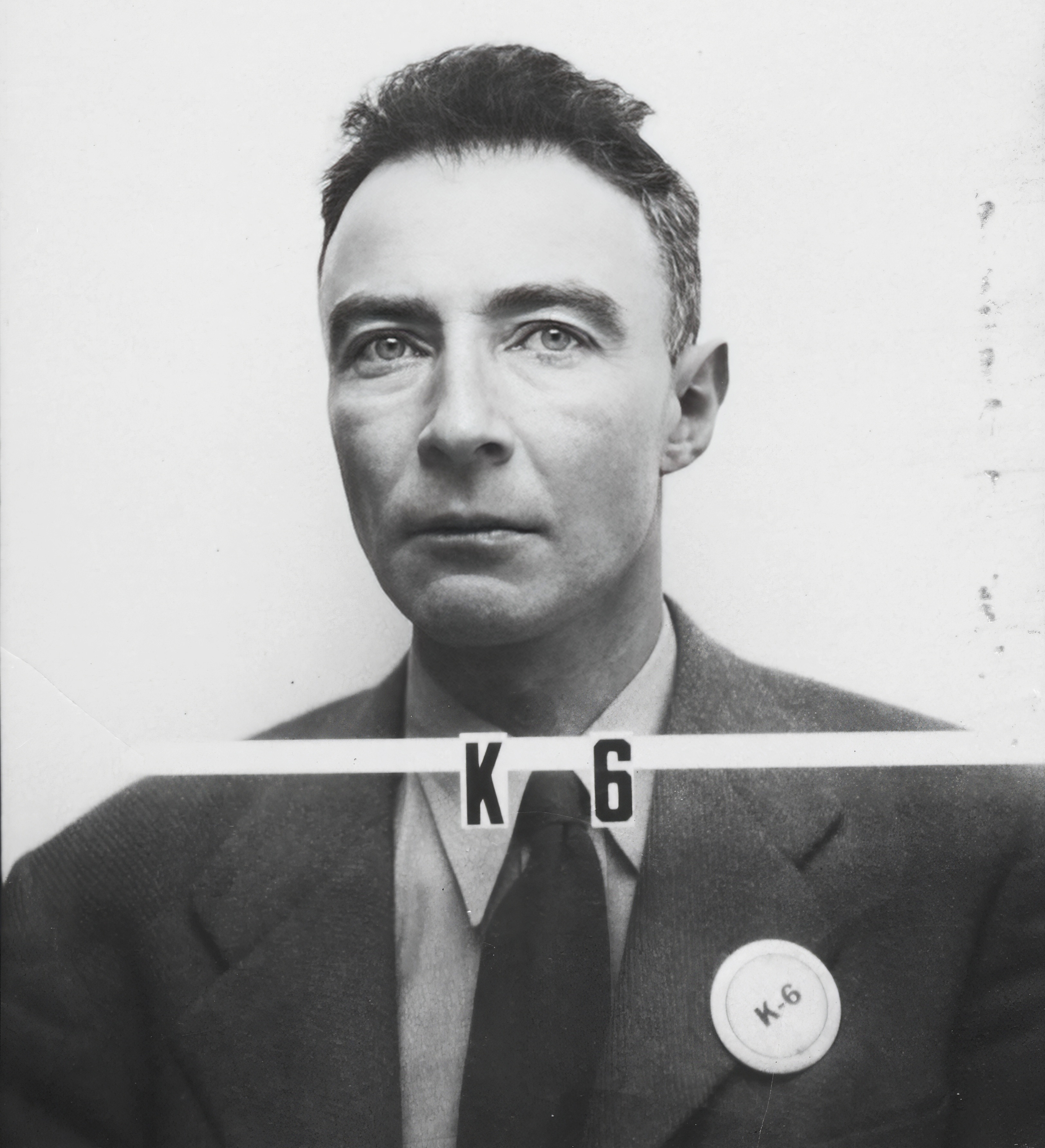
Ảnh chụp ID của Oppenheimer tại Phòng thí nghiệm Los Alamos

Tháng 6 năm 1942, Lục quân Hoa Kỳ thiết lập Khu vực Công trình Manhattan để đảm trách phần việc liên quan tới dự án bom nguyên tử, bắt đầu với việc chuyển giao trách nhiệm từ Văn phòng Nghiên cứu và Phát triển sang cho quân đội. Vào tháng 9, tướng Groves được bổ nhiệm làm chỉ huy chương trình được gọi là Dự án Manhattan. Groves chọn Oppenheimer để lãnh đạo phòng thí nghiệm vũ khí bí mật của dự án, một lựa chọn khiến nhiều người ngạc nhiên, bởi Oppenheimer có tiếng là không gần gũi về mặt chính trị với nhánh quân đội bảo thủ, cũng không phải là một nhà lãnh đạo của một dự án lớn. Groves có phần quan ngại rằng Oppenheimer không có giải Nobel, do đó có thể không có đủ danh vọng uy tín lãnh đạo những nhà khoa học khác (nhiều trong số họ, nhất là những người chạy từ châu Âu sang, đều có giải Nobel). Tuy nhiên, Groves ấn tượng với sự nắm rõ những khía cạnh thực tế trong việc thiết kế và xây dựng bom nguyên tử của Oppenheimer, cũng như hiểu biết uyên bác về nhiều lĩnh vực của ông. Là một kỹ sư thuộc quân đội, Groves biết rằng những tố chất đó là thiết yếu trong một lĩnh vực đa ngành sẽ liên quan không chỉ tới vật lý, mà cả hóa học, luyên kim, đạn dược, và kỹ thuật. Groves cũng thấy ở con người Oppenheimer điều mà người khác không thấy, đó là một "tham vọng choáng ngợp" mà Groves cho là sẽ cung cấp động lực cần thiết để thúc đẩy dự án đi tới thành công. Isidor Rabi xem sự bổ nhiệm này "thực sự là một nước đi thiên tài của tướng Groves, người thông thường không được thiên tài cho lắm".
Oppenheimer và Groves quyết định rằng để đảm bảo an ninh và sự liền lạc, họ cần đặt phòng thí nghiệp tập trung, bí mật tại một địa điểm hẻo lánh. Trong khi đi tìm một vị trí như vậy cuối năm 1942, Oppenheimer bị thu hút tới New Mexico, ở một nơi không xa trang trại chăn nuôi của ông. Ngày 16 tháng 11 năm 1942, Oppenheimer, Groves và những người khác đi thăm một địa điểm có triển vọng. Oppenheimer lo rằng những rặng núi cao có thể khiến người của ông cảm thấy bức bối về không gian, trong khi nhóm kỹ sư quan ngại về khả năng xảy ra lụt. Sau đó ông bèn đề xuất và cổ vũ cho một địa điểm mà ông biết rõ: một núi phẳng gần Santa Fe, New Mexico, nơi có một trường nam sinh tư nhân gọi là Trường Trại chăn nuôi Los Alamos. Nhóm kỹ sư lo lắng về đường sá khó khăn và nguồn cấp nước, tuy nhiên về những yếu tố khác thì họ thấy rất lý tưởng. Kết quả Phòng thí nghiệm Los Alamos được xây ở vị trí trường học, lấy luôn những nhà sở của trường đồng thời dựng một loạt các tòa nhà khác một cách khẩn trương. Tại đây Oppenheimer lập nên một nhóm những nhà vật lý hàng đầu của thời đại, mà ông gọi là "những ngôi sao sáng".
Ban đầu Los Alamos được xem là một phòng thí nghiệm quân sự, và Oppenheimer cùng các nhà nghiên cứu khác được lệnh phiên chế vào Lục quân. Ông hăng hái đến nỗi ra lệnh đặt cho mình một bộ trang phục trung tá và tự nguyện đi khám sức khỏe "nhập ngũ", tuy nhiên trượt các bài kiểm tra. Các bác sĩ quân đội cho rằng ông bị thiếu cân, chỉ 128 pound (58 kg), xác định chứng ho kinh niên của ông là bệnh lao và lo ngại về chứng đau đuôi cột sống mãn tính của ông. Kế hoạch phiên chế các nhà khoa học thành đơn vị quân đội cũng phải bãi bỏ khi Robert Bacher và Isidor Rabi tỏ ra bất bình. Conant, Groves, và Oppenheimer tìm ra thỏa hiệp theo đó phòng thí nghiệm làm việc về danh nghĩa dưới sự vận hành của Đại học California theo hợp đồng với Bộ Chiến tranh. Oppenheimer ban đầu đã đánh giá thấp quá mức quy mô của dự án; Los Alamos lớn lên từ chỗ vài trăm người năm 1943 thành hơn 6000 người năm 1945.
Oppenheimer ban đầu có khó khăn với việc tổ chức phân ra thành nhóm lớn, nhưng nhanh chóng học được nghệ thuật quản lý quy mô lớn sau khi ông quyết định dời đến ở trong đơn vị. Ông được người ta chú ý bởi khả năng nắm bắt mọi khía cạnh khoa học của dự án và những nỗ lực kiểm soát những mâu thuẫn về văn hóa không thể tránh khỏi giữa những nhà khoa học và quân đội. Ở vai trò người quản lý khoa học, ông là một nhân vật thần tượng của những nhà khoa học cộng sự, hầu như một biểu tượng của thứ mà họ đang việc vì. 
Victor Weisskopf diễn đạt điều này như sau:
Oppenheimer lãnh đạo những nghiên cứu này, cả lý thuyết và thực nghiệm, theo đúng nghĩa của những từ đó. Ở đây khả năng nắm bắt điểm chính của bất kỳ chủ đề nào nhanh một cách đáng sợ của ông là một nhân tố quyết định; ông có thể làm quen với những chi tiết cốt yếu của mọi phần công việc.
Ông không hề điều khiển từ phòng chỉ huy. Ông hiện diện ở mỗi bước quan trọng. Ông có mặt ở phòng thí nghiệm hoặc trong phòng hội thảo, nơi một hiệu ứng mới được đo đọc, khi một ý tưởng mới hình thành. Không phải là ông đưa ra quá nhiều ý tưởng hay gợi ý; mặc dù ông đôi khi có làm điều đó, mà ảnh hưởng chính của ông đến từ thứ khác. Chính sự hiện diện liên tục cường độ cao tạo ra một cảm giác tham gia trực tiếp ở tất cả chúng tôi; nó tạo ra một bầu không khí độc đáo đầy nhiệt tình cùng thử thách đã lan tỏa trong suốt khoàng thời gian đó.

Trong năm 1943 nỗ lực phát triển của dự án hướng vào một vũ khí phân hạch dạng súng dùng plutonium được gọi là "Thin Man". Những nghiên cứu ban đầu về tính chất của plutonium sử dụng plutonium-239 sinh ra từ cyclotron, vốn hết sức tinh khiết nhưng chỉ có thể chế tạo ở những lượng rất nhỏ. Khi Los Alamos nhận những mẫu plutonium từ Lò phản ứng Than chì X-10 ở Oak Ridge, người ta nhận ra một vấn đề: plutonium từ lò phản ứng có nồng độ plutonium-240 cao hơn, khiến cho nó không dùng làm thiết bị dạng súng được. Tháng 7 năm 1944, Oppenheimer bỏ thiết kế dạng súng để chuyển sang thiết bị nổ khép. Sử dụng những thấu kính nổ hóa học, một khối cầu dưới điểm tới hạn chứa vật liệu phân hạch có thể hội tụ thành một dạng nhỏ hơn và đặc hơn. Vật liệu chỉ cần dịch chuyển một khoảng cách rất ngắn, do đó tốn ít thời gian hơn nhiều để đạt khối lượng tới hạn. Tháng 8 năm 1944 Oppenheimer ban hành một cuộc tái tổ chức rộng khắp ở Los Alamos để hướng vào phương án nổ khép. Ông tập trung nỗ lực phát triển thiết bị dạng súng vốn đơn giản hơn và chỉ phải làm việc với uranium-235, vào một nhóm duy nhất, và thiết bị này trở thành Little Boy tháng 2 năm 1945. Sau một nỗ lực nghiên cứu khổng lồ, thiết kế phức tạp hơn sử dụng phương án nổ kép, được gọi là "thiết bị Christy" theo tên Robert Christy, một sinh viên của Oppenheimer, được chính thức hoàn thành và phê duyệt trong một cuộc họp tại văn phong Oppenheimer ngày 28 tháng 2 năm 1945.
Tháng 5 năm 1945 Ủy ban Lâm thời được thành lập, đứng đầu bởi Bộ trưởng Chiến tranh H.L. Stimson, để cố vấn và tường trình cho Tổng thống về chính sách thời chiến và hậu chiến về việc sử dụng năng lượng hạt nhân. Ủy ban Lâm thời tạo nên một hội đồng khoa học bao gồm 
Compton, Fermi, Lawrence và Oppenheimer để cố vấn họ về các vấn đề khoa học. Trong bài thuyết trình trước Ủy ban Lâm thời, hội đồng khoa học đã đề xuất những ý kiến liên quan không những đến tác động vật lý của bom nguyên tử, mà cả ảnh hưởng quân sự và chính trị có thể có của nó. Điều này bao gồm ý kiến về những vấn đề nhạy cảm như liệu Liên Xô nên được biết trước về sự sử dụng vũ khí nguyên tử chống lại Nhật Bản hay không.

### Trinity

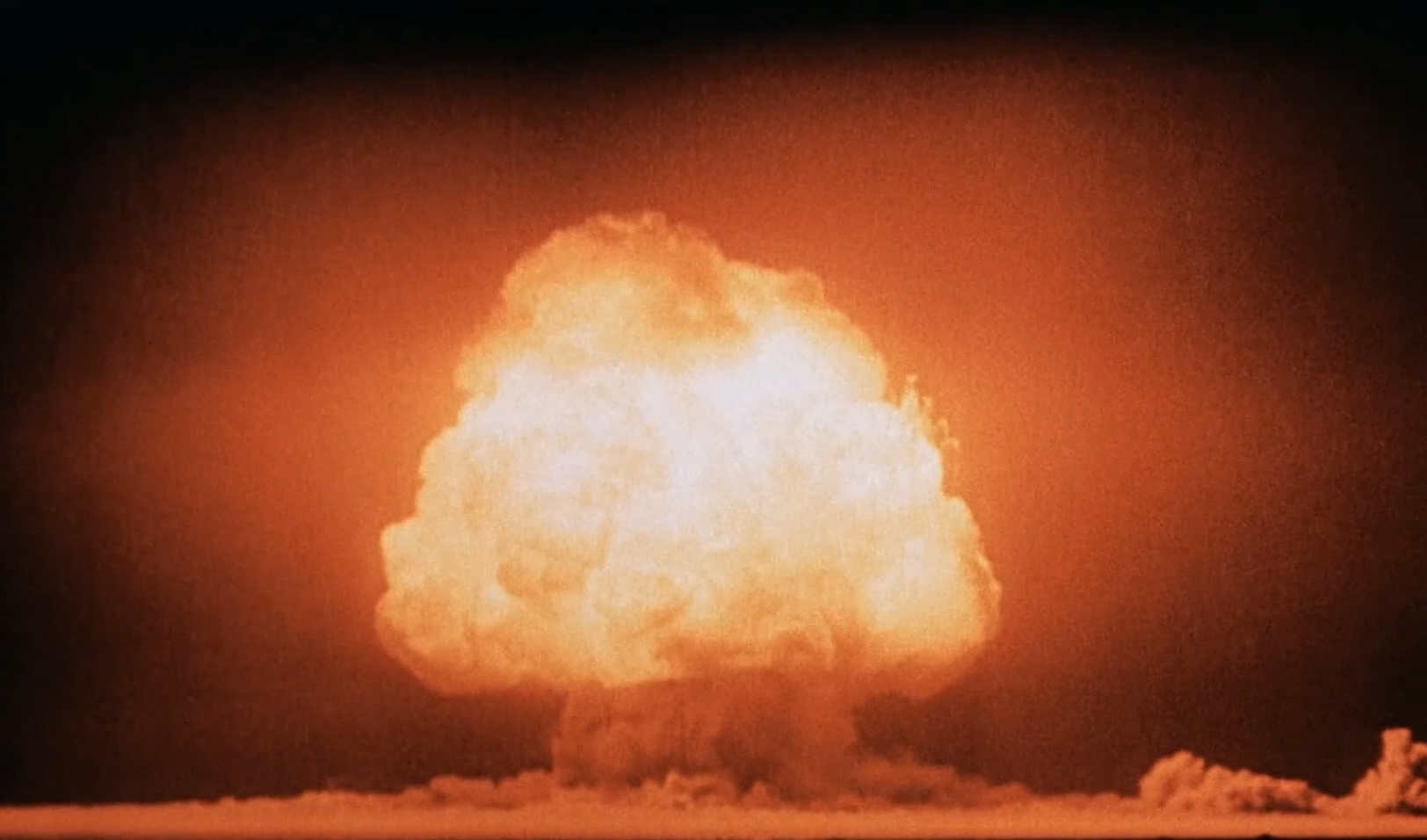
Quả cầu lửa trong vụ thử hạt nhân Trinity

Nỗ lực của các nhà khoa học ở Los Alamos được hiện thực hóa trong vụ thử hạt nhân đầu tiên gần Alamogordo vào ngày 16 tháng 7 năm 1945, một nơi Oppenheimer đặt cho mật danh "Trinity" vào giữa năm 1944. Về sau ông nói đã lấy tên này từ một bài trong tập Thánh Ca của John Donne. Theo nhà sử học Gregg Herken, cách đặt tên này có thể ám chỉ tới Jean Tatlock, người vừa tự vẫn ít tháng trước đó và là người trong những năm 1930 đã giới thiệu tác phẩm của Donne cho Oppenheimer. Oppenheimer về sau nhắc lại rằng khi chứng kiến vụ nổ, ông có liên tưởng tới một dòng thơ từ thánh kinh Hindu Bhagavad Gita (XI,12):
Nếu ánh sáng của ngàn thái dương bùng lên một lúc trên bầu trời, nó sẽ giống như sự huy hoàng của đấng vĩ đại ...

Về sau ông cũng nhắc đến một khổ thơ khác, thường được trích dẫn nhiều hơn:
"kālo'smi lokakṣayakṛtpravṛddho lokānsamāhartumiha pravṛttaḥ" (XI,32), mà ông dịch sang tiếng Anh thành "I am become Death, the destroyer of worlds" (tạm dịch: "Và ta trở thành Tử thần, kẻ hủy diệt hoàn vũ")
Năm 1965, trong một buổi truyền hình, ông có nhắc lại câu thơ trên, đồng thời thêm rằng: "Chúng tôi biết thế giới sẽ không còn như cũ nữa. Vài người cười, vài người khóc. Hầu hết mọi người im lặng..".. Theo em trai ông, vào lúc đó Oppenheimer đơn giản chỉ thốt lên "Thành công rồi". Chuẩn tướng Thomas Farrelll, người có mặt ở cùng boong-ke chỉ huy với Oppenheimer, viết lại rằng ông nhận thấy Oppenheimer nín hơi, mặt trở nên cực kỳ căng thẳng vào những giây cuối cùng, và sau khi quầng lửa bừng lên mặt ông giãn ra một vẻ khuây khỏa lớn lao.
Isidor Rabi ghi nhận vẻ hân hoan chiến thắng khó ưa của Oppenheimer: "Tôi sẽ không bao giờ quên được lối đi của ông ta; tôi sẽ không bao giờ quên được cách ông ta bước ra khỏi xe ô tô... ông ta bước đi như thể trong High Noon... kiểu đi khệnh khạng như thế đó. Ông đã thành công". Tại một phiên họp toàn thể tại Los Alamos vài ngày 6 tháng 8 (đêm quả bom nguyên tử thả xuống Hiroshima), Oppenheimer bước lên sân khấu xiết hai tay mình lại "như thể một tay đấm quyền Anh được giải" trong khi đám đông reo mừng. Ông phát biểu nói lấy làm tiếc rằng quả bom đã không kịp để sử dụng chống lại Đức Quốc xã.
Tuy nhiên, ông và nhiều thành viên dự án khác đã cảm thấy rất buồn về vụ ném bom Nagasaki sau đó 3 ngày, bởi họ cảm thấy quả bom thứ hai là không cần thiết từ quan điểm quân sự. Ông đi tới Washington ngày 17 tháng 8 để đưa tận tay một lá thư tới Bộ trưởng Chiến tranh Henry L. Stimson bày tỏ sự bất mãn của ông cũng như ước vọng cấm vũ khí hạt nhân. Tháng 10 năm 1945 Oppenheimer được phép gặp gỡ Tổng thống Harry Truman. Buổi gặp diễn ra tệ hại, sau khi Oppenheimer nói rằng ông cảm thấy "bàn tay tôi vấy máu". Nhận xét đó làm Truman nổi giận và chấm dứt cuộc gặp. Sau đó Truman nói với Thứ trưởng Ngoại giao Dean Acheson, "Tôi không muốn nhìn thấy thằng chó đẻ đó (nguyên văn: son-of-a-bitch) trong văn phòng này thêm một lần nào nữa". Tuy vậy, vì thành tích lãnh đạo ở Los Alamos, ông nhận được Huân chương Công trạng (danh dự dân sự cao nhất ở Hoa Kỳ) từ Truman năm 1946.

## Hoạt động hậu chiến
Sau vụ ném bom nguyên tử tại Hiroshima và Nagasaki, dự án Manhattan bước khỏi màn bí mật; Oppenheimer trở thành một người phát ngôn quốc gia về khoa học, biểu tượng của một loại quyền lực kỹ trị mới. Ông đột nhiên trở thành người có danh vọng được công chúng biết tới, và tên ông xuất hiện trên trang bìa các tạp chí như Life và Time. Vật lý hạt nhân trở thành một thế lực hùng mạnh khi tất cả các nước trên thế giới bắt đầu nhận ra sức mạnh chính trị và chiến lược đi kèm với vũ khí hạt nhân. Như nhiều nhà khoa học cùng thời, ông nghĩ rằng an ninh hạt nhân chỉ có thể đến từ một tổ chức đa quốc gia như Liên Hợp quốc (vừa mới thành lập), để ban hành một chương trình ngăn chặn chạy đua vũ trang hạt nhân.

### Viện Nghiên cứu Cao cấp
Tháng 11 năm 1945, Oppenheimer rời Los Alamos để quay lại Caltech, nhưng sớm nhận ra rằng mình không còn lòng dạ gì với việc giảng dạy. Năm 1947, ông nhận lời để nghị từ Lewis Strauss để đảm nhiệm vị trí Viện trưởng của Viện Nghiên cứu Cao cấp tại Princeton, New Jersey. Điều này có nghĩa là ông phải di cư về miền đông và bỏ lại Ruth Tolman, vợ của bạn ông Richard Tolman, người mà ông bắt đầu có quan hệ sau khi rời Los Alamos. Chỗ làm mới đi kèm với lương 20 nghìn đô/năm, cộng với chỗ ở miễn phí trong tòa nhà viện trưởng, một biệt thư thế kỉ 17 có cả đầu bếp và người làm, trong một khuôn viên bao quanh bởi 265 mẫu Anh (107 ha) rừng.

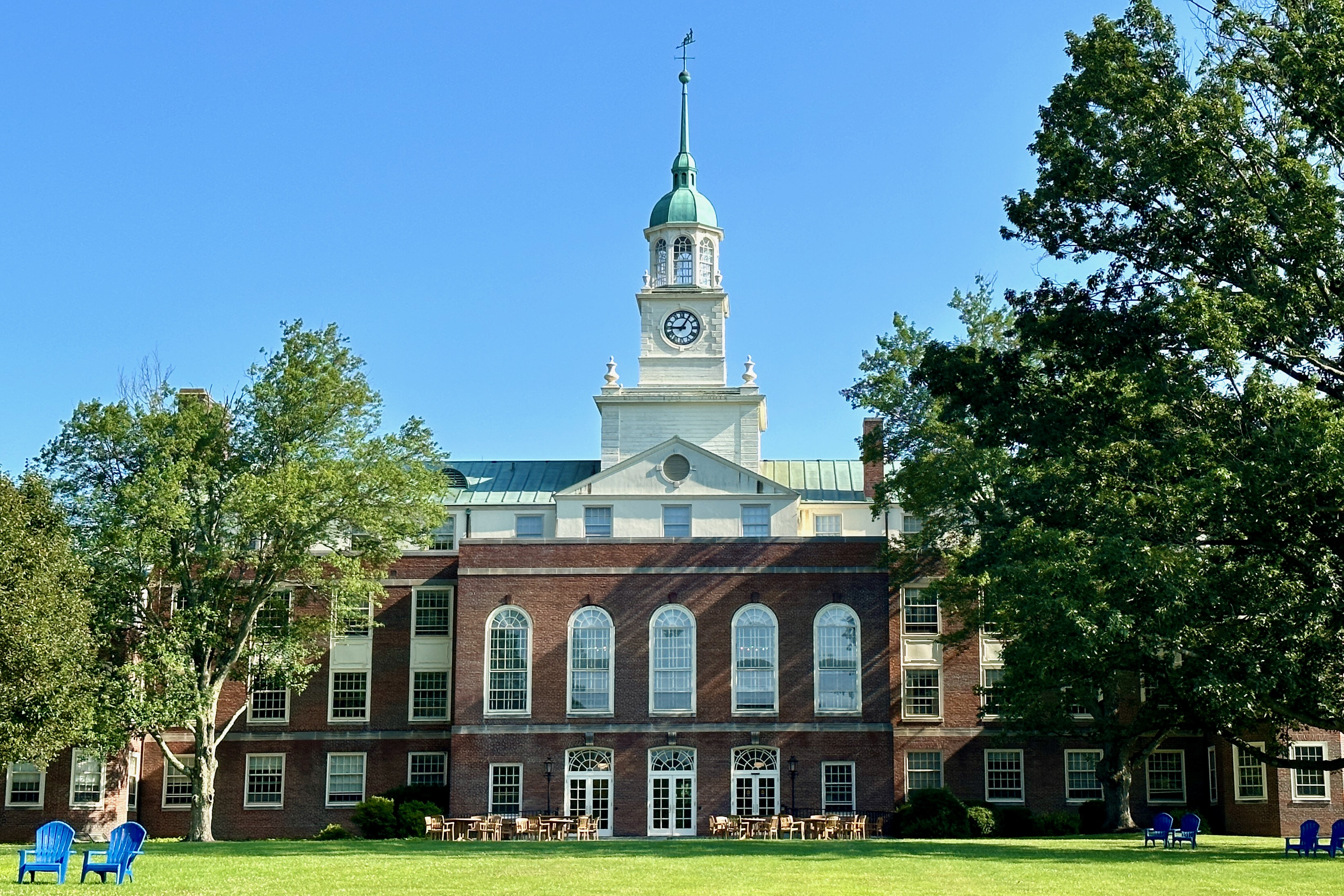
Viện Nghiên cứu Cao cấp Princeton, New Jersey

Oppenheimer đưa tới viện mới thành lập nhiều trí thức ở thời hoàng kim sự nghiệp từ nhiều lĩnh vực khác nhau để giải quyết những vấn đề bức thiết nhất trong thời đại đó. Ông chỉ đạo và khuyến khích nhiều nhà khoa học nổi tiếng nghiên cứu, bao gồm Freeman Dyson, cặp đôi Dương Chấn Ninh và Lý Chính Đạo, những người nhận giải Nobel nhờ khám phá sự phá vỡ bảo toàn tính chẵn lẻ. Ông cũng cấp quyền thành viên tạm thời cho nhiều học giả bên ngành nhân văn, như T. S. Eliot và George F. Kennan. Một vài người khoa toán lấy làm bất bình bởi điểu này, họ muốn viện phải là một thành trì cho nghiên cứu khoa học thuần túy. Abraham Pais có nói rằng chính Oppenheimer từng cho rằng một trong những thất bại của ông trong thời gian ở viện là không thể nào đem những học giả từ hai nhánh khoa học tự nhiên và nhân văn lại với nhau.
Một chuỗi những hội nghị ở New York từ 1947 tới 1949 chứng kiến các nhà vật lý chuyển từ công việc thời chiến về các vấn đề lý thuyết. Dưới sự dẫn dắt của Oppenheimer, các nhà vật lý đã giải quyết những vấn đề lớn nhất còn tồn tại những năm trước chiến tranh: vô hạn, phân kỳ, và những biểu hiện không xác định được trong điện động lực học lượng tử của các hạt cơ bản. Julian Schwinger, Richard Feynman và Shin'ichiro Tomonaga giải quyết bài toán về hiệu chỉnh (tiếng Anh:regularization), và phát triển những kỹ thuật mà về sau được gọi là tái chuẩn hóa. Freeman Dyson thành công trong việc chứng minh những quy trình của họ đem lại kết quả tương tự. Vấn đề hấp thụ meson và định lý Hideki Yukawa về vai trò hạt tải lực hạt nhân mạnh của meson cũng được giải quyết. Đi theo những câu hỏi gợi ý từ Oppenheimer, Robert Marshak đưa ra "giả thiết hai meson": rằng thực ra có hai loại meson, pion và muon. Điều này dẫn tới đột phá của Cecil Frank Powell trong việc khám phá ra pion về sau nhận được giải Nobel.

### Ủy ban Năng lượng nguyên tử

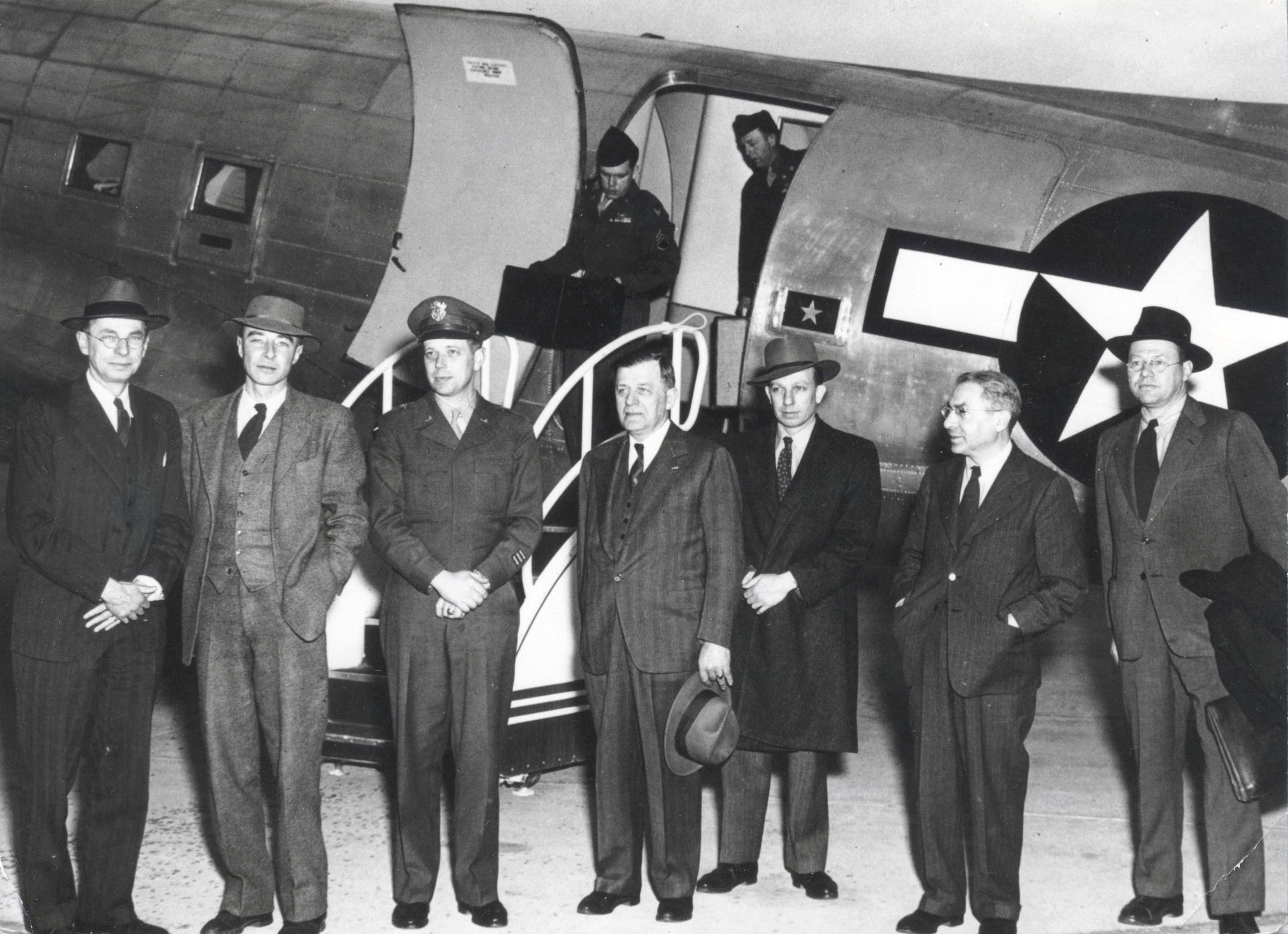
GAC vào năm 1947; Oppenheimer đứng thứ hai từ trái sang.

Là một thành viên của Hội đồng tư vấn cho Ủy ban Lâm thời tường trình với Truman, Oppenheimer có ảnh hưởng quan trọng lên Báo cáo Acheson–Lilienthal. Trong báo cáo này, ủy ban kêu gọi thành lập một Cơ quan Phát triển Nguyên tử Quốc tế, nắm giữ mọi vật liệu phân hạch cũng như phương pháp sản xuất chúng, chẳng hạn như các mỏ phóng xạ và phòng thí nghiệm, cũng như các nhà máy điện hạt nhân để phục vụ sản xuất năng lượng hòa bình. Bernard Baruch được chỉ định để dịch báo cáo này thành một đề xuất tới Liên Hợp Quốc thành Kế hoạch Baruch năm 1946. Kế hoạch Baruch đưa thêm vào nhiều điều khoản liên quan tới việc bắt buộc thi hành, đặc biệt là đòi hỏi thẩm tra tài nguyên uranium của Liên Xô. Kế hoạch Baruch bị xem như một nỗ lực nhằm duy trì độc quyền hạt nhân của Hoa Kỳ và bị Liên Xô bác bỏ. Khi điều này xảy ra, Oppenheimer thấy rõ rằng chạy đua vũ trang trở nên không thể tránh khỏi, do sự nghi ngờ lẫn nhau giữa Hoa Kỳ và Liên Xô, đất nước mà ngay cả Oppenheimer cũng bắt đầu e dè.
Sau khi Ủy ban Năng lượng Nguyên tử (tiếng Anh: Atomic Energy Commission, viết tắt AEC) ra đời năm 1947 như một cơ quan dân sự kiểm soát các vấn đề nghiên cứu và vũ khí hạt nhân, Oppenheimer được bổ nhiệm làm Chủ tịch Hội đồng Tư vấn chung (GAC). Ở vị trí này ông đã cố vấn trên một số vấn đề liên quan tới hạt nhân, bao gồm việc cấp quỹ nghiên cứu, xây dựng phòng thí nghiệm và cả chính sách quốc tế-mặc dù những lời khuyên của Hội đồng không phải lúc nào cũng được lắng nghe. Là Chủ tịch hội đồng, Oppenheimer đã nỗ lực vận động cho việc kiểm soát vũ khí quốc tế và đầu tư cho khoa học cơ bản, và thử tìm cách ảnh hưởng đưa chính sách ra khỏi một cuộc chạy đua vũ trang nóng bỏng. Khi chính phủ đặt câu hỏi liệu có nên theo đuổi một chương trình cấp tốc phát triển vũ khí hạt nhân dựa trên tổng hợp hạt nhân—tức bom hiđrô—Oppenheimer ban đầu khuyến nghị bác bỏ nó, mặc dù ông từng ủng hộ phát triển một vũ khí như vậy thời còn ở trong Dự án Manhattan. Ý kiến này một phần có động lực là những lo ngại về đạo đức, bởi ông cảm thấy một vũ khí như vậy chỉ có thể sử dụng làm vũ khí chiến lược nhắm vào mục tiêu dân sự, dẫn đến cái chết của nhiều triệu sinh mạng. Ông cũng có lo ngại không kém bởi lo ngại về mặt ứng dụng, bởi ở thời điểm đó không có một thiết kế bom hiđrô tỏ ra khả dĩ. Oppenheimer cảm thấy tốt hơn là nên dành nguồn lực để chế tạo một lực lượng lớn các vũ khí phân hạch. Ông và những người khác đặc biệt quan ngại về việc các lò phản ứng hạt nhân chuyển từ sản xuất plutonium sang tritium. Tuy nhiên họ bị gạt ra ngoài lề bởi Truman, người công bố chương trình khẩn cấp sau khi Liên Xô thử quả bom nguyên tử đầu tiên của họ năm 1949. Oppenheimer và những người khác trong Hội đồng phản đối dự án này, đặc biệt là James Conant, cảm thấy mình bị hắt hủi và cân nhắc việc từ chức rút lui khỏi hội đồng. Cuối cùng họ chọn ở lại, nhưng quan điểm của họ về bom hiđrô được biết đến rộng rãi.
Tuy nhiên vào năm 1951, Edward Teller và nhà toán học Stanislaw Ulam thiết kế thành công thứ về sau gọi là thiết kế Teller-Ulam cho bom hiđrô. Thiết kế mới này tỏ ra khả dĩ về mặt kĩ thuật và Oppenheimer thay đổi ý kiến của mình về nó. Sau này ông nhớ lại:
Chương trình mà chúng tôi có năm 1949 là một thứ vẹo vọ mà bạn có thể lập luận rằng sẽ không có mấy ý nghĩa [để thực hiện]. Do đó có thể lập luận rằng bạn không muốn nó kể cả bạn có thể có nó. Chương trình năm 1951 ngon lành tới nỗi bạn không thể bàn cãi gì về điều đó nữa. Vấn đề đã thuần túy trở thành những vấn đề quân sự, chính trị và nhân đạo về chuyện bạn sẽ làm gì với nó một khi bạn có nó.

### Điều trần an ninh
FBI dưới quyền J. Edgar Hoover đã theo dõi Oppenheimer kể từ trước chiến tranh, do cảm tình với cộng sản của ông lúc còn là giáo sư tại Berkeley và gần gũi với nhiều thành viên Đảng Cộng sản, bao gồm vợ và em trai ông. Ông nằm dưới sự theo dõi chặt chẽ từ đầu những năm 1940, cả nhà và văn phòng của ông có gắn thiết bị thu âm, điện thoại của ông bị nghe lén và thư từ của ông bị lục mở. FBI cung cấp cho những đối thủ chính trị của Oppenheimer với những bằng chứng có thể quy tội về những mối quan hệ cộng sản của ông. Trong số những đối thủ này có Strauss, một ủy viên khác của AEC người từ lâu mang nặng sự căm giận đối với Oppenheimer bởi thái độ phản đối bom hiđrô của ông cũng như bởi Oppenheimer từng làm bẽ mặt Strauss trước Quốc hội mấy năm trước đó: khi Strauss phản đối xuất khẩu các đồng vị phóng xạ cho các nước khác vì cho chúng có vai trò chiến lược, Oppenheimer chế giễu rằng các đồng vị này "ít quan trọng hơn các thiết bị điện tử nhưng quan trọng hơn, xem nào, chẳng hạn vitamin".

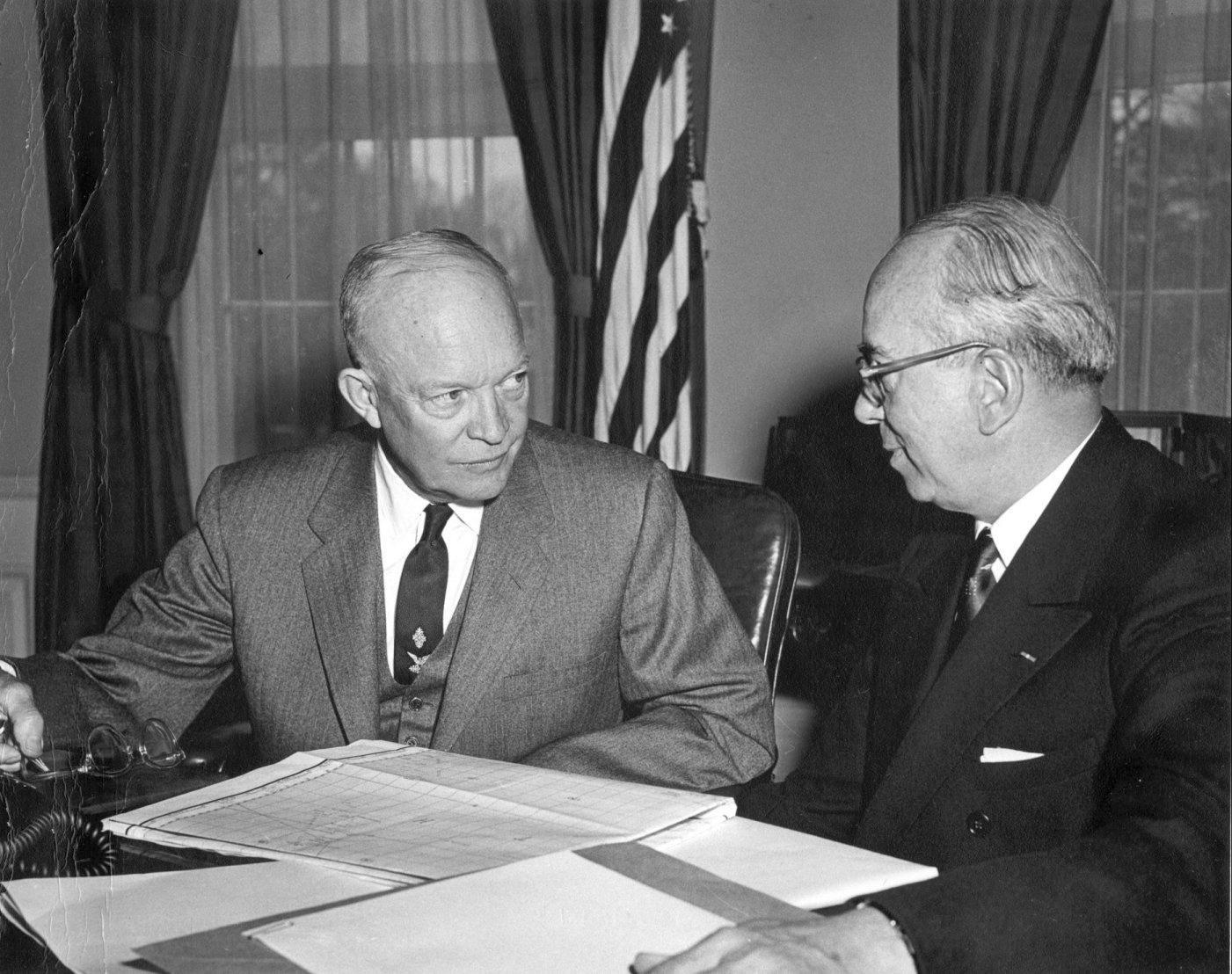
Tổng thống Dwight D. Eisenhower nhận một bản báo cáo từ Lewis L. Strauss, Chủ tịch Ủy ban Năng lượng Nguyên tử Hoa Kỳ, về các vụ thử bom hiđrô trong Chiến dịch Lâu đài ở Thái Bình Dương ngày 30 tháng 3 năm 1954. Strauss gây áp lực đòi thu hồi quyền miễn trừ an ninh của Oppenheimer.

Ngày 7 tháng 6 năm 1949, Oppenheimer ra làm chứng trước Ủy ban Hạ viện về các hoạt động phi Mỹ  (tiếng Anh:House Un-American Activities Committee, viết tắt HUAC), thừa nhận mình có những mối liên hệ với Đảng Cộng sản những năm 1930. Ông làm chứng rằng một số học trò của mình, bao gồm David Bohm, Giovanni Rossi Lomanitz, Philip Morrison, Bernard Peters và Joseph Weinberg, từng là đảng viên thời gian họ làm việc với ông ở Berkeley. Frank Oppenheimer và vợ là Jackie làm chứng trước HUAC và thừa nhận họ từng là đảng viên cộng sản. Sau đó Frank bị sa thải khỏi Đại học Minnesota. Sau nhiều năm liền không tìm được công việc liên quan tới vật lý, ông đành trở thành một người chăn gia súc ở Colorado. Về sau ông dạy vật lý ở một trường trung học và quan tâm tới cải cách giáo dục, sáng lập Exploratorium ở San Francisco.
Oppenheimer vướng vào không ít những tranh cãi và tranh giành quyền lực những năm 1949 tới 1953. Edward Teller, người hết sức không hứng thú với nghiên cứu về bom nguyên tử ở Los Alamos thời chiến đến nỗi Oppenheimer cho phép ông dành thời gian nghiên cứu dự án riêng về bom hiđrô, cuối cùng đã rời Los Alamos năm 1951 để góp phần sáng lập nên một phòng thí nghiệm thứ hai (về sau trở thành Phòng thí nghiệm Quốc gia Lawrence Livermore). Ở đây, ông được thoát khỏi sự kiềm chế ở Los Alamos để phát triển bom hiđrô (tức bom nhiệt hạch). Những vũ khí nhiệt hạch "chiến lược" tầm xa sẽ cần tới máy bay ném bom phản lực, do đó đương nhiên thuộc quyền quản lý của Không quân Hoa Kỳ. Oppenheimer trong một vài năm đã vận động cho những vũ khí hạt nhân "chiến thuật" sẽ hữu dụng hơn ở một mặt trận hạn chế nhằm chống lại quân đối phương và do đó thuộc quyền của Lục quân. Hai nhánh của quân đội tranh giành nhau quyền kiểm soát vũ khí hạt nhân, trong quá trình đó kết cánh với các đảng phái khác nhau. Không quân, mà Teller dựa vào, giành được quyền lực dưới chính quyền Đảng Cộng hòa sau khi Dwight D. Eisenhower đắc cử Tổng thống năm 1952.

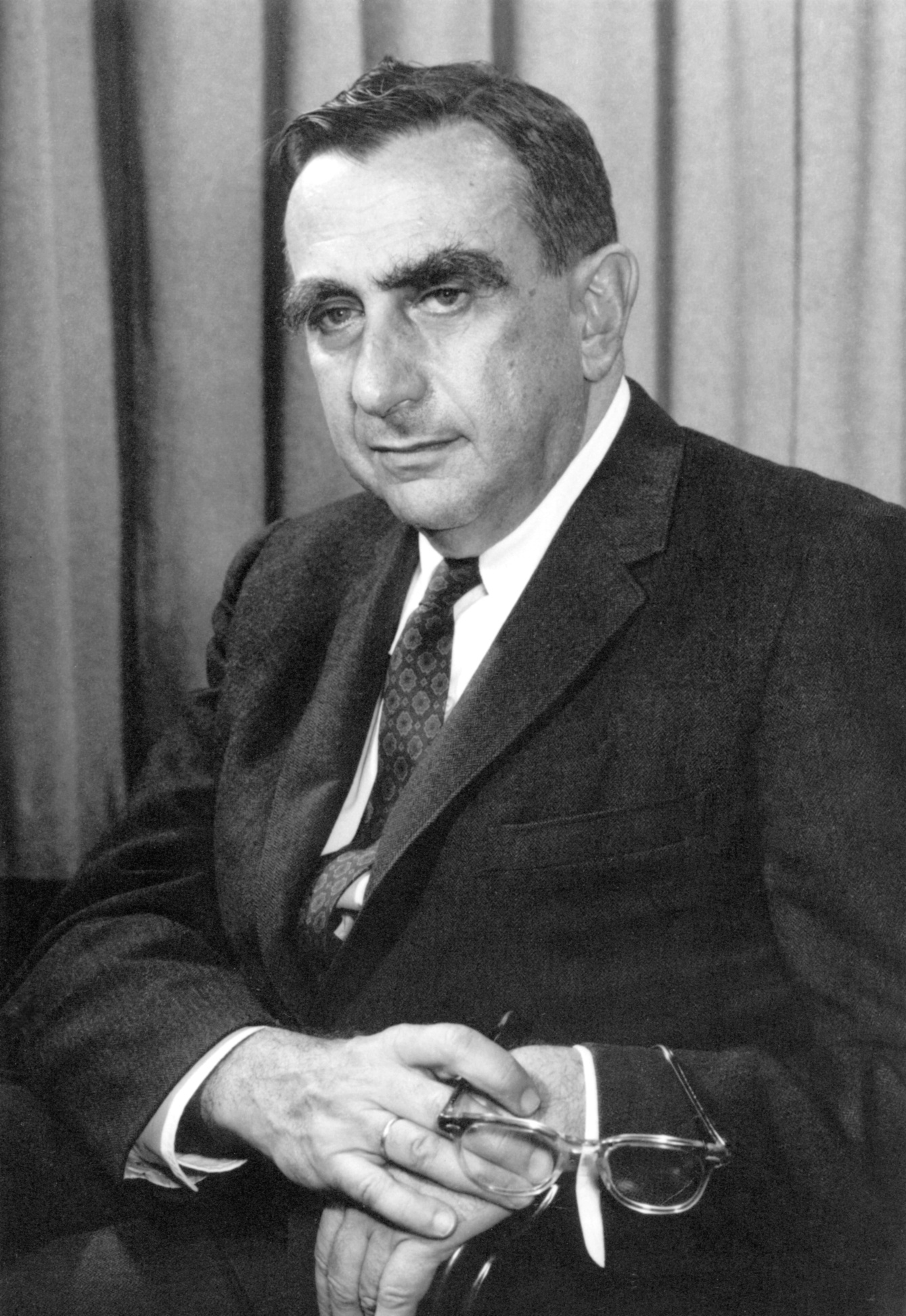
Đồng nghiệp cũ của Oppenheimer, nhà vật lý Edward Teller, làm chứng cho chính phủ trong buổi điều trần an ninh của Oppenheimer năm 1954.

Strauss và Thượng nghị sĩ Brien McMahon, tác giả của Luật McMahon năm 1946, thúc đẩy Eisenhower tước bỏ quyền miễn trừ an ninh của Oppenheimer. Ngày 21 tháng 12 năm 1953, Strauss nói riêng với Oppenheimer rằng quyền miễn trừ an ninh của ông đã bị ngưng, đang chờ một kết luận từ những cáo buộc được nêu lên trong một bức thư, và nói với Oppeheimer chuyện nên từ chức. Tuy nhiên ông chọn không từ chức mà yêu cầu một buổi điều trần. Các cáo buộc này đến từ Kenneth D. Nichols, Tổng quản lý của AEC và nguyên là một trong những sĩ quan cấp cao phụ trách Dự án Manhattan. Buổi điều trần diễn ra vào tháng 4 và tháng 5 năm 1954, ban đầu có tính bí mật không được công khai, nhưng thông tin được báo chí thường xuyên đăng tải, tập trung vào những mối quan hệ với cộng sản trong quá khứ của Oppenheimer và những mối liên hệ với những nhà khoa học bị nghi ngờ là không trung thành hoặc theo cộng sản trong Dự án Manhattan. Bộ Năng lượng chỉ công khai toàn văn ghi chép buổi điều trần vào tháng 10 năm 2014. Đại diện công tố là Roger Robb, người đã rò rỉ tin cho báo chí, bất chấp lời hứa ban đầu là giữ bí mật phiên điều trầnStern 1969, tr. 238, 257–260; ông này cũng vi phạm một số nguyên tắc tố tụng, chẳng hạn đọc lớn những văn bản đóng dấu tuyệt mật và ngăn cản luật sư đại diện cho Oppenheimer trước phiên điều trần hoặc tiếp cận các văn bản liên quan.
Một trong những yếu tố chính trong phiên điều trần này những lời khai trước đó của Oppeheimer rằng George Eltenton tiếp cận một số nhà khoa học ở Los Alamos, một câu chuyển mà Oppenheimer thú nhận là đã dựng nên để bảo vệ bạn mình là Haakon Chevalier. Oppenheimer không biết là cả hai phiên bản mâu thuẫn nhau trong những lần thẩm tra ông một thập kỷ trước đó đều bị ghi âm lại. Ông lấy làm ngạc nhiên khi nhân chứng đưa ra biên bản thẩm tra mà khi đó ông không được quyền xem lại. Thực tế, Oppenheimer chưa từng nói với Chevalier rằng ông cuối cùng đã nêu tên ông này, và lời làm chứng này cuối cùng đã làm Chevalier mất việc. Cả Chevalier và Eltenton xác nhận đã từng đề cập rằng họ có cách để đưa thông tin tới Liên Xô, Eltenton còn thú nhận ông đã nói điều này cho Chevalier và Chevalier thú nhận đã đề cập với Oppeheimer, nhưng chỉ trong lúc tán gẫu và phủ nhận bất kỳ suy nghĩ hay gợi ý phản quốc hay ý tưởng về gián điệp, dù là lập kế hoạch hay làm thực. Cả hai ông không ai bị kết tội hình sự.

Teller làm chứng rằng ông cho rằng Oppenheimer trung thành với đất nước, nhưng thêm rằng: 
Trong rất nhiều trường hợp, tôi đã thấy Oppenheimer hành xử-theo một cách mà theo tôi quá khó để hiểu nổi. Tôi hoàn toàn không tán thành ông ấy trong nhiều vấn đề và thành thực mà nói những hành động của ông ấy đối với tôi có vẻ khó hiểu và phức tạp. Ở mức độ đó tôi cảm thấy tôi muốn thấy những lợi ích sống còn của quốc gia nằm trong tay những người mà tôi hiểu rõ hơn, và do đó tin tưởng hơn. Trong nghĩa rất hạn chế này tôi muốn bày tỏ cảm giác rằng cá nhân tôi cảm thấy an toàn hơn nếu những vấn đề nhà nước ở trong những bàn tay khác.

 Những lời này ảnh hưởng nghiêm trọng tới Oppenheimer và khiến cả cộng đồng khoa học tức giận và về sau hầu như tẩy chay Teller khỏi giới học học thuật hàn lâm. Groves, bị FBI đe dọa rằng ông đang có thể bị truy cứu như là một phần của kế hoạch che đậy liên hệ với Chevalier năm 1943, cũng làm chứng chống lại Oppenheimer một cách tương tự. Ngoại trừ Teller, nhiều nhà khoa học hàng đầu, cũng như các nhân vật trong chính phủ và quân đội, đã làm chứng bảo vệ Oppenheimer. Sự không nhất quán trong lời khai và những hành vi thiếu cân nhắc của ông khi điều trần - có lúc ông nói rằng ông bị ghép vào "một câu chuyện bịa đặt" ("cock-and-bull story"), rằng đó là bởi vì ông "là một thằng ngốc"-chỉ làm cho một số người trong hội đồng tin rằng ông thất thường, không đáng tin cậy và do đó có thể là một mối đe dọa an ninh. Cuối cùng, quyền miễn trừ an ninh của Oppenheimer bị tước bỏ một ngày trước khi nó hết hạn. Isidor Rabi bình luận rằng dù gì thì Oppenheimer chỉ thuần túy là một cố vấn của chính phủ (và không phải lúc nào cũng được lắng nghe), nên nếu chính quyền "không muốn tham vấn anh ta, thì thôi đừng tham vấn nữa".
Trong phiên điều trần, Oppenheimer đã tự nguyện khai về hành vi thiên tả của nhiều đồng nghiệp của mình. Giả sử quyền miễn trừ an ninh của Oppenheimer không bị tước bỏ, hẳn ông sẽ bị nhớ như một tên "chỉ điểm" bạn bè để cứu danh tiếng bản thân. Nhưng với kết cục của ông, hầu hết cộng đồng khoa học trở nên xem ông như một thánh tử đạo chịu nạn bởi chủ nghĩa McCarthy, một người tự do chiết trung bị tấn công một cách bất công bởi những kẻ thù cổ vũ chiến tranh. Wernher von Braun khi tường trình trước một ủy ban Quốc hội đã châm biếm: "Nếu mà ở Anh, Oppenheimer đáng ra phải được phong tước hiệp sĩ".
Trong một buổi thuyết trình ở Viện Woodrow Wilson ngày 20 tháng 5 năm 2009, dựa trên các sổ ghi chép lấy từ hồ sơ KGB, 
John Earl Haynes, Harvey Klehr và Alexander Vassiliev xác nhận rằng Oppenheimer chưa từng dính líu tới hoạt động gián điệp cho Liên Xô. KGB đã liên tục tìm cách chiêu mộ ông nhưng chưa từng thành công; Oppenheimer chưa từng phản bội Hoa Kỳ. Hơn nữa, ông đã cho sa thải vài người trong dự án Manhattan có cảm tình với Liên Xô. Haynes, Klehr và Vassiliev cũng khẳng định rằng Oppenheimer "thực tế từng là một thành viên bí mật của Đảng cộng sản Mỹ cuối những năm 1930". Theo nhà viết tiểu sử Ray Monk: "Ông từng là, theo nghĩa thực tiễn, là một người ủng hộ Đảng Cộng sản. Hơn nữa, xét về thời gian, nỗ lực và tiền bạc cho các hoạt động của Đảng, ông là một người ủng hộ phải nói là rất tích cực".

## Những năm cuối đời

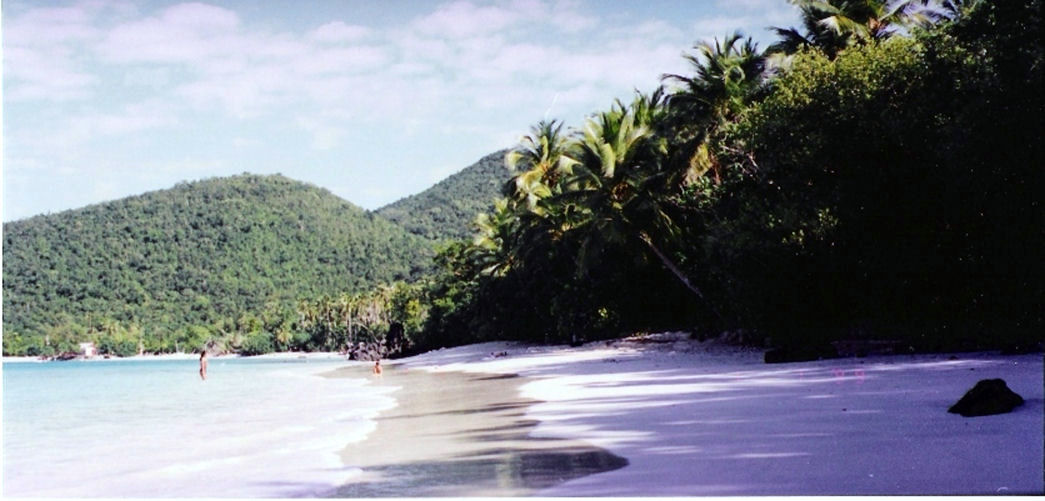
Bãi biển Oppenheimer, ở Saint John, quần đảo Virgin

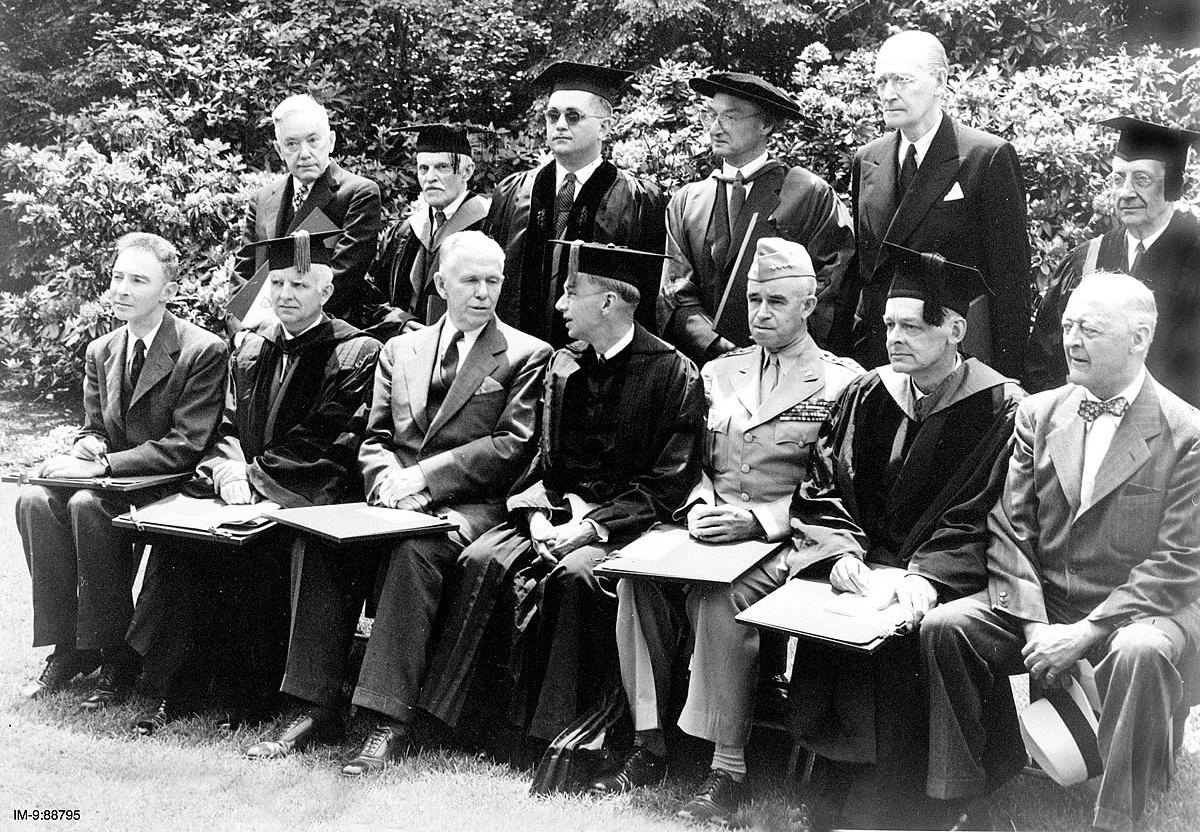
Lễ trao bằng danh dự ngày 5 tháng 6 năm 1947 tại Harvard cho Oppenheimer (trái), George Marshall (thứ ba từ trái sang) và Omar N. Bradley (thứ 5 từ trái sang). Chủ tịch Đại học Harvard, James Conant, ngồi giữa Marshall và Bradley.

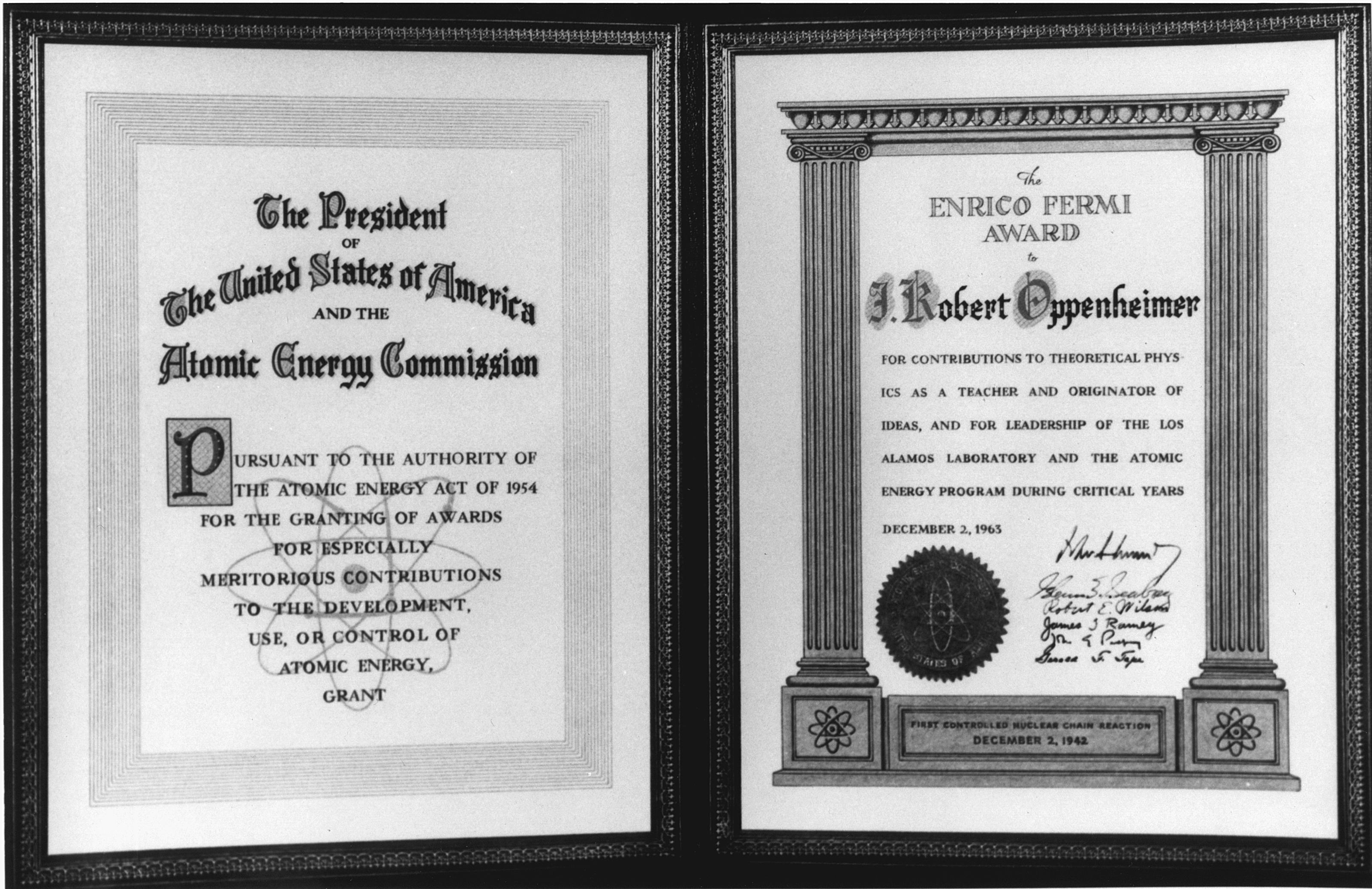
Bảng danh vị giải Enrico Fermi 1963

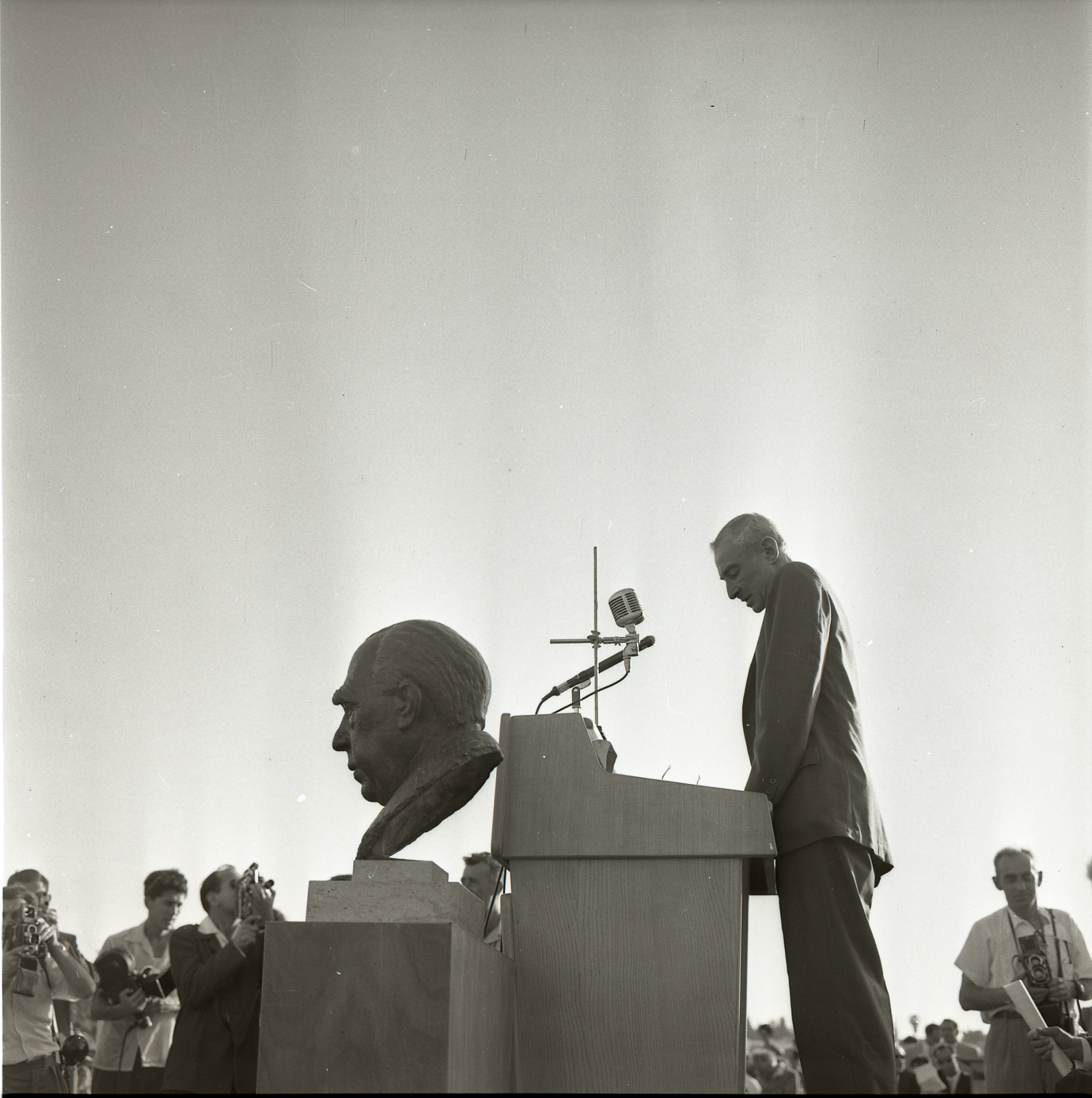
Oppenheimer phát biểu trong chuyến thăm Israel năm 1966

Từ năm 1954, hàng năm Oppenheimer dành vài tháng sống ở đảo Saint Johhn thuộc quần đảo Virgin. Năm 1957, ông mua một miếng đất rộng 2 mẫu Anh (0,81 ha) ở Bãi biển Gibney, nơi ông xây một ngôi nhà chênh vênh gần vách đá bờ biển. Ông dành nhiều thời gian đi thuyền buồm cùng con gái Toni và người vợ Kitty.
Ngày càng quan ngại về mối nguy hiểm tiềm tàng cho nhân loại nảy sinh từ những phát kiến khoa học, Oppenheimer tham gia cùng với Albert Einstein, Bertrand Russell, Joseph Rotblat và những nhà khoa học và học giả nổi tiếng khác thành lập thứ về sau trở thành Viện hàn lâm Khoa học Nghệ thuật Thế giới năm 1960. Đáng chú ý là từ sau vụ điều trần hủy hoại ảnh hưởng, ông không ký tham gia thư phản đối quan trong nào chống vũ khí hạt nhân những năm 1950, như Tuyên ngôn Russell–Einstein năm 1955, cũng như không tham gia, dù được mời, vào Hội nghị Pugwash về Khoa học và các Vấn đề Toàn cầu lần thứ nhất vào năm 1957.
Trong các diễn văn và bài viết thời gian này, Oppenheimer không ngừng nhấn mạnh khó khăn trong việc quản lý sức mạnh của tri thức trong một thế giới trong đó tự do trao đổi ý tưởng khoa học ngày càng bị cản trở bởi những lo ngại chính trị. Oppenheimer tham gia Bài giảng Reith, một chương trình của BBC năm 1953, về sau được in thành bài viết Science and the Common Understanding (tạm dịch: Khoa học và Hiểu biết chung. Năm 1955 Oppenheimer xuất bản The Open Mind (tạm dịch: Tư duy mở), tập hợp 8 bài giảng của ông kể từ 1946 về đề tài vũ khí hạt nhân và văn hóa đại chúng. Oppenheimer bác bỏ ý tưởng về một chính sách ngoại giao pháo hạm dựa trên vũ khí hạt nhân. "Những mục đích của quốc gia này trong lĩnh vực chính sách ngoại giao", ông viết, "không thể nào đạt được, theo bất kỳ cách nào thực tiễn hoặc lâu dài, bằng áp bức". Năm 1957 hai khoa triết học và tâm lý ở Harvard mời Oppenheimer thuyết trình tại Khóa giảng William James. Một nhóm các cựu sinh viên nhiều ảnh hưởng của Harvard dẫn đầu bởi Edwin Ginn và bao gồm Archibald Roosevelt phản đối quyết định này nhưng không thành công. Chừng 1200 người đã tới Hội trường Sanders để nghe 6 bài giảng của Oppenheimer, có tựa đề "The Hope of Order" (tạm dịch: Hy vọng về Trật tự). Oppenheimer trình bày Khóa giảng Whidden tại Đại học McMaster năm 1962, sau đó công bố năm 1964 dưới tựa đề The Flying Trapeze: Three Crises for Physicists (tạm dịch: Dây đu bay: Ba cuộc khủng hoảng của các nhà vật lý).
Bị tước mất quyền lực, Oppenheimer tiếp tục giảng dạy, viết và nghiên cứu vật lý. Ông du hành châu Âu và Nhật Bản để thuyết trình về lịch sử khoa học, vai trò của khoa học trong xã hội, và bản chất vũ trụ. Tháng 9 năm 1957, nước Pháp trao tặng ông Bắc Đẩu bội tinh, và ngày 3 tháng 5 năm 1962, ông được bầu chọn làm thành viên ngoại quốc của Hội Hoàng gia Anh. Dưới sự thúc giục của những thân hữu Oppenheimer bấy giờ nắm nhiều vị trí quyền lực, Tổng thống John F. Kennedy quyết định trao tặng Oppenheimer Giải Enrico Fermi năm 1963 như một cử chỉ phục hồi danh dự chính trị cho ông. Edward Teller, người nhận giải năm trước, cũng đề nghị Oppenheimer được nhận giải này, hy vọng làm lành với ông. Vì Kennedy bị ám sát ít lâu sau đó, Tổng thống Lyndon Johnson là người trao tặng giải, "dành cho những cống hiến cho vật lý lý thuyết như một bậc thầy và người sáng tạo những ý tưởng, và cho sự lãnh đạo phòng thí nghiệm Los Alamos và chương trình năng lượng nguyên tử trong những năm quan trọng". Oppenheimer nói với Johnson: "Tôi nghĩ có thể lắm, thưa ngài Tổng thống, rằng phải cần khá nhiều lòng nhân đức và dũng cảm ông mới trao giải này hôm nay". Sự phục hồi danh dự bởi giải thưởng ít nhiều chỉ có tính biểu tượng, bởi Oppenheimer vẫn không có quyền miễn trừ an ninh và không có chút ảnh hưởng nào lên chính sách chính thức, nhưng đi kèm với giải thưởng là 50 nghìn đô la tiền thưởng miễn thuế, và sự kiện khiến nhiều nhân vật đảng Cộng hòa ở Hạ viện tức tối. Vợ góa của cố Tổng thống Kennedy Jacqueline, bấy giờ vẫn sống trong Nhà Trắng, có một cử chỉ chính trị khi gặp Oppenheimer để nói rằng chồng bà đã tha thiết muốn ông nhận được huy chương như thế nào. Khi còn là thượng nghị sĩ năm 1959, Kennedy từng đóng vai trò quan trọng trong phiên bỏ phiếu sít sao bác bỏ ghế Bộ trưởng Thương mại Hoa Kỳ mà kẻ thù của Oppenheimer, Lewis Strauss, khao khát, về cơ bản chấm dứt sự nghiệp chính trị của Strauss. Đây một phần là kết quả vận động hành lang của cộng đồng khoa học để báo thù cho Oppenheimer.
Vào cuối 1965 bác sĩ phát hiện Oppenheimer bị ung thư vòm họng và sau một cuộc phẫu thuật không có tính quyết định, ông phải trải qua xạ trị và hóa trị cuối năm 1966 nhưng không thành công. Ông rơi vào hôn mê ngày 15 tháng 2 năm 1967, và qua đời ở tư gia tại Princeton, New Jersey vào ngày 18 tháng 2, hưởng thọ 62 tuổi. Buổi mặc niệm được tổ chức tại Hội trường Alexander tại Đại học Princeton một tuần sau đó, với sự có mặt của hơn 600 người là cộng sự trong giới khoa học, chính trị và quân đội, bao gồm Bethe, Groves, Kennan, Lilienthal, Rabi, Smyth và Wigner. Em trai ông Frank và gia quyến cũng ở đó, cũng như nhà sử học Arthur M. Schlesinger, Jr., nhà văn John O'Hara, và George Balanchine, giám đốc của một trường múa ba lê ở New York. Bethe, Kennan và Smyth đọc những bài điếu văn ngắn. Thi hài Oppenheimer được hỏa táng, tro táng được Kitty mang tới St. John và thả xuống biển cạnh ngôi nhà của ông.

## Di sản
Khi Oppenheimer ra khỏi vòng quyền lực năm 1954, đối với nhiều người ông biểu tượng cho sự khờ khạo của những nhà khoa học nghĩ rằng mình có thể kiểm soát cách người khác (chính quyền) sử dụng nghiên cứu của họ ra sao. Ông cũng được xem như biểu tượng về nan đề liên quan tới trách nhiệm đạo đức của nhà khoa học trong thế giới thời đại hạt nhân. Các phiên điều trần có cả động cơ chính trị, vì Oppenheimer được xem như một đại diện của chính quyền cũ (đảng Dân chủ), lẫn động cơ cá nhân từ mối hiềm khích của ông với Lewis Strauss. Lý do bề ngoài cho phiên điều trần và chính là vấn đề đã đặt Oppenheimer vào hàng ngũ các trí thức tự do, tức sự phản đối của Oppenheimer với bom nhiệt hạch, là dựa trên cả nền tảng kỹ thuật lẫn đạo đức. Một khi các vấn đề kỹ thuật được giải quyết, ông quay ra ủng hộ bom nhiệt hạch của Teller bởi ông tin rằng nếu không thì Liên Xô cuối cùng cũng sẽ xây dựng được bom nhiệt hạch. Thay vì nhất quán chống lại phong trào đàn áp cánh tả bị quy là "đỏ" (cộng sản) cuối những năm 1940 đầu 1950, Oppenheimer cũng từng khai nhận chống lại những đồng nghiệp và học trò cũ, cả trước và trong phiên điều trần. Trong một trường hợp cá biệt, lời khai kết tội học trò cũ của ông là Bernard Peters đã được lộ một cách có chọn lọc ra báo chí. Các sử gia diễn giải điểu này như một nỗ lực của Oppenheimer để làm hài lòng những cộng sự của ông trong chính phủ và có lẽ để làm chệch hướng chú ý khỏi những mối quan hệ cánh tả trước đây của ông và em trai ông. Cuối cùng điều đó lại hóa ra báo hại cho Oppenheimer vì người ta cho rằng nếu ông thực sự nghi ngờ lòng trung thành của Peters, việc ông giới thiệu Peters vào Dự án Manhattan là liều lĩnh, hoặc ít nhất là mâu thuẫn.

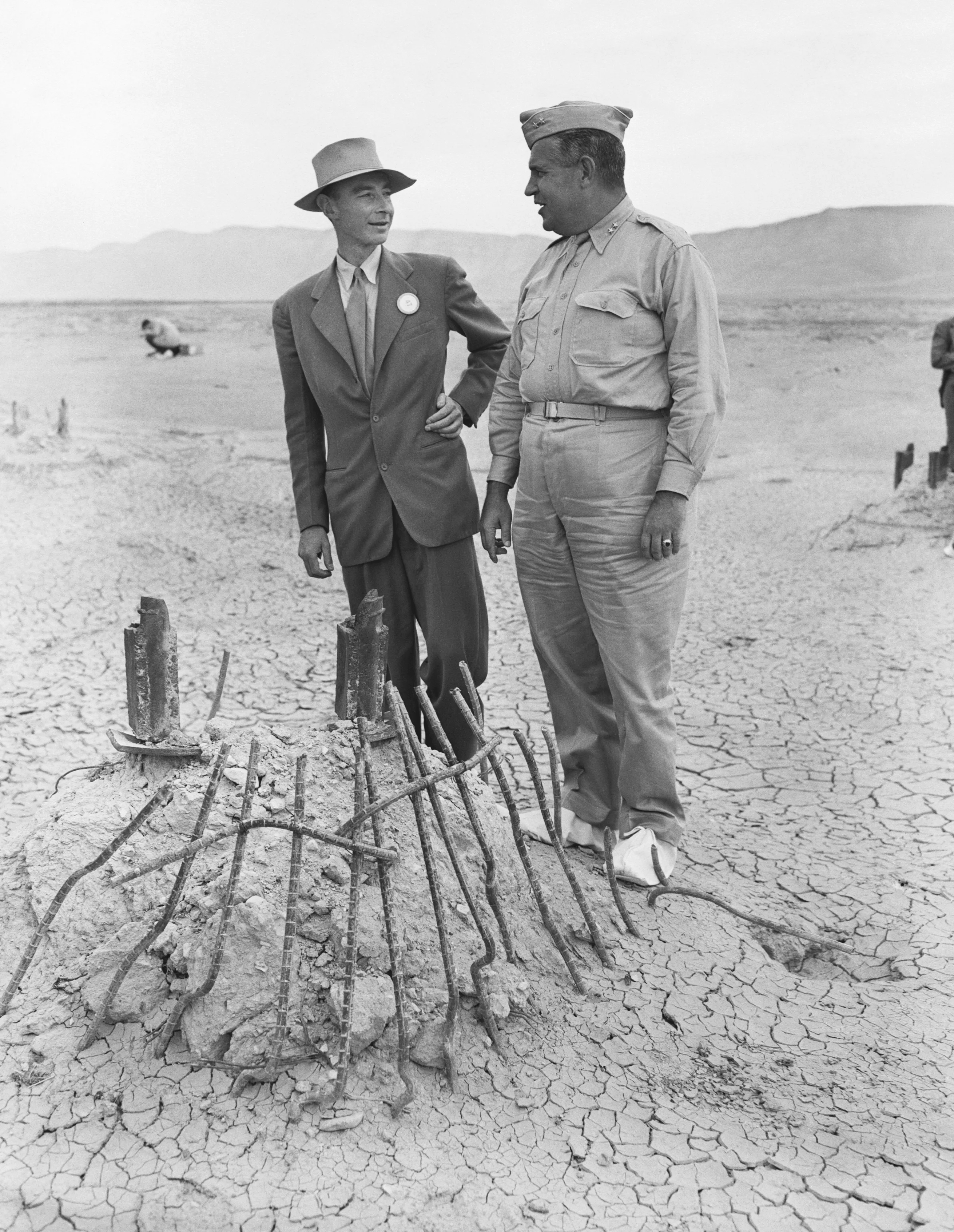
Oppenheimer và Groves tháng 9 năm 1945 tại tàn tích của Vụ thử Trinity tại New Mexico. những chiếc giầy được bọc vải trắng để tránh phóng xạ bám vào.

Mô tả đại chúng về Oppenheimer xem những cuộc đấu tranh liên quan tới ông như một sự đụng độ giữa những nhà quân phiệt cánh hữu (tượng trưng bởi Teller) và những trí thức cánh tả (tượng trưng bởi Oppenheimer) trên vấn đề đạo đức về sử dụng vũ khí hủy diệt hàng loạt. Câu hỏi về trách nhiệm của nhà khoa học đối với nhân loại gây cảm hứng cho vở kịch Galileo (1955) của Bertolt Brecht, để lại dấu ấn lên Die Physiker (Những nhà vật lý) của Friedrich Dürrenmatt, và là cơ sở cho vở opera Doctor Atomic (Tiến sĩ Nguyên tử) bởi John Adams (2005), minh họa Oppenheimer như một Faust thời hiện đại. Vở kịch của Heinar Kipphardt In the Matter of J. Robert Oppenheimer (Về vấn đề của J. Robert Oppenheimer), sau khi xuất hiện trên truyền hình Tây Đức, được trình diễn ở Berlin và Munich tháng 10 năm 1964. Sự phản đối của Oppenheimer dẫn đến cuộc trao đổi qua thư với Kipphardt, trong đó nhà soạn kịch đề xuất đưa ra những chỉnh sửa nhưng bảo vệ tinh thần của vở kịch. Nó khởi diễn ở New York tháng 6 năm 1968, với Joseph Wiseman thủ vai Oppenheimer. Nhà phê bình sân khấu của tờ New York Times Clive Barnes gọi nó là "một vở kịch giận dữ và một vở kịch có tính đảng phái" tỏ ra ủng hộ Oppenheimer nhưng theo hướng minh họa ông như một "tên ngốc bi kịch và thiên tài". Oppenheimer cảm thấy khó chịu với cách minh họa này. Sau khi đọc kịch bản Kipphardt sau khi nó biểu diễn, Oppenheimer đe dọa sẽ kiện nhà soạn kịch, chỉ trích "những ứng tấu trái ngược với lịch sử và bản chất những con người liên quan".
Về sau khi trả lời phỏng vấn Oppenheimer từng nói:
Toàn bộ thứ chết tiệt đó [tức buổi điều trần an ninh] là một trò hề, và những con người đó lại cố nặn ra một bi kịch từ nó... Tôi chưa bao giờ nói rằng tôi lấy làm tiếc vì đã tham gia một cách có trách nhiệm vào việc tạo ra quả bom. Tôi nói rằng có lẽ ông ta [Kipphardt] đã quên mất Guernica, Coventry, Hamburg, Dresden, Dachau, Warsaw, và Tokyo; nhưng tôi thì không, và nếu ông ta thấy điều đó quá khó hiểu, ông ta nên viết kịch về thứ gì đó khác.

Oppenheimer là chủ đề của nhiều cuốn tiểu sử, bao gồm American Prometheus (2005) của Kai Bird và Martin J. Sherwin, nhận giải Pulitzer cho tác phẩm Tiểu sử và Tự truyện 2006. Loạt phim truyền hình Oppenheimer năm 1980 của BBC, với sự tham gia của Sam Waterston, đã giành được 3 giải thưởng Truyền hình BAFTA. Bộ phim tài liệu The Day After Trinity năm 1980 kể về Oppenheimer và bom nguyên tử đã được đề cử giải Oscar và nhận giải Peabody. Cuộc đời của Oppenheimer được khám phá trong vở kịch Oppenheimer của Tom Morton-Smith năm 2015, và trong bộ phim Fat Man and Little Boy năm 1989, ông được thủ vai bởi Dwight Schultz. Trong cùng năm, David Strathairn đóng vai Oppenheimer trong bộ phim truyền hình Day One. Trong bộ phim Oppenheimer năm 2023 của Mỹ, do Christopher Nolan làm đạo diễn và dựa trên cuốn American Prometheus, Oppenheimer được thể hiện bởi nam diễn viên Cillian Murphy.
Một hội nghị kỷ niệm 100 năm về di sản của Oppenheimer đã được tổ chức vào năm 2004 tại Đại học California, Berkeley, đồng thời một triển lãm kỹ thuật số về cuộc đời của ông cũng được tổ chức song song, các kết quả của hội nghị này đã được xuất bản trong cuốn sách có tựa đề Reappraising Oppenheimer: Centennial Studies and Reflections vào năm 2005. Những tư liệu của Oppenheimer được lưu trữ tại Thư viện Quốc hội Hoa Kỳ.
Là một nhà khoa học, Oppenheimer được học trò và đồng nghiệp nhớ đến như một nhà nghiên cứu xuất chúng, một người thầy tận tâm, nhà sáng lập của vật lý lý thuyết hiện đại của Hoa Kỳ. Bời vì mối quan tâm khoa khọc của ông thường thay đổi nhanh chóng, ông không bao giờ nghiên cứu một chủ để nào đủ lâu và đạt đến thành tựu đủ để nhận giải Nobel, mặc dù những đóng góp nền tảng của ông cho lý thuyết về lỗ đen đáng ra có thể xứng đáng một giải nếu ông sống đủ lâu để chứng kiến chúng gặt hái được kết quả bởi những nhà vật lý thiên văn. Một tiểu hành tinh, 67085 Oppenheimer, mang tên ông, cũng như hố va chạm trên Mặt Trăng Oppenheimer.
Là một cố vấn quân sự và chính sách công, Oppenheimer được xem như một nhà lãnh đạo kỹ trị trong thời kỳ chuyển giao trong mối tương tác giữa khoa học và quân sự và sự nổi lên của "Big Science" (Khoa học đại quy mô). Trong Chiến tranh thế giới thứ hai, các nhà khoa học bắt đầu liên quan vào nghiên cứu quân sự ở một mức độ chưa từng thấy. Bởi mối đe dọa phát xít đặt ra trước văn minh phương Tây, số đông họ đã tự nguyện giúp đỡ về mặt công nghệ và tổ chức cho nỗ lực của Đồng minh, dẫn tới những công cụ quan trọng như ra đa, kíp nổ gần hay vận trù học. Từ một nhà vật lý lý thuyết thông thái, giàu văn hóa trở thành một nhà tổ chức quân sự có kỷ luật, Oppenheimer đại diện cho sự thay đổi của ý tưởng rằng những nhà khoa học thường có "đầu óc để trên mây" và rằng kiến thức về những chủ đề trước đó có vẻ xa xôi bí hiểm như cấu tạo hạt nhân nguyên tử không có ứng dụng "đời thực" nào.
Hai ngày trước vụ thử Trinity, Oppenheimer bày tỏ những niềm hy vọng và lo sợ của mình trong một trích đoạn từ Bhagavad Gita:
Ở trận chiến, trong rừng sâu, trên những vách núi,
Trên biển cả đen tối vĩ đại, giữa rừng tên đao,
Trong giấc ngủ, trong nỗi băn khoăn, trong thẳm sâu nhục nhã,
Những việc tốt đẹp một người từng làm bảo vệ anh ta.

## Tác phẩm
- Oppenheimer, J. Robert (1954). Science and the Common Understanding. New York: Simon and Schuster. OCLC 34304713.
- Oppenheimer, J. Robert (1955). The Open Mind. New York: Simon and Schuster. OCLC 297109.
- Oppenheimer, J. Robert (1964). The Flying Trapeze: Three Crises for Physicists. London: Oxford University Press. OCLC 592102.
- Oppenheimer, J. Robert; Rabi, I.I (1969). Oppenheimer. New York: Scribner. OCLC 2729. (posthumous)
- Oppenheimer, J. Robert; Smith, Alice Kimball; Weiner, Charles (1980). Robert Oppenheimer, Letters and Recollections. Cambridge, Massachusetts: Harvard University Press. ISBN 0-674-77605-4. OCLC 5946652. (posthumous)
- Oppenheimer, J. Robert; Metropolis, N.; Rota, Gian-Carlo; Sharp, D. H. (1984). Uncommon Sense. Cambridge, Massachusetts: Birkhäuser Boston. ISBN 0-8176-3165-8. OCLC 10458715. (posthumous)
- Oppenheimer, J. Robert (1989). Atom and Void: Essays on Science and Community. Princeton, New Jersey: Princeton University Press. ISBN 0-691-08547-1. OCLC 19981106. (posthumous)